# 23. November
Der 23. November ist der 327. Tag des gregorianischen Kalenders (der 328. in Schaltjahren), somit bleiben 38 Tage bis zum Jahresende.

## Ereignisse

### Politik und Weltgeschehen
- 1248: Ferdinand III. von Kastilien vertreibt die Mauren aus Sevilla und setzt damit einen weiteren Schritt in Richtung der Reconquista der Iberischen Halbinsel.
- 1407: Agenten von Johann Ohnefurcht von Burgund ermorden Louis de Valois, duc d’Orléans, und lösen dadurch den Bürgerkrieg der Armagnacs und Bourguignons aus, der neun Jahre dauern und Frankreich verwüsten wird.
- 1641: Das später als Langes Parlament bekannte englische House of Commons verfasst eine Beschwerdeschrift, die in 204 Artikeln alle Verfehlungen auflistet, die König Charles I. seit seinem Regierungsantritt nach Ansicht der Parlamentarier begangen hat. Die von John Pym mit Unterstützung von John Hampden und Oliver Cromwell initiierte sogenannte Große Remonstranz wird zu einem der Auslöser des Englischen Bürgerkrieges.
- 1667: Der geistesschwache portugiesische König Alfons VI. wird durch seine Frau Maria Francisca Elisabeth von Savoyen und seinen Bruder Peter zum Verzicht auf die Regentschaft gezwungen.
- 1745: In der Schlacht bei Hennersdorf besiegen die preußischen Truppen unter Friedrich dem Großen im Zweiten Schlesischen Krieg Einheiten der sächsischen Armee und österreichische Regimenter.

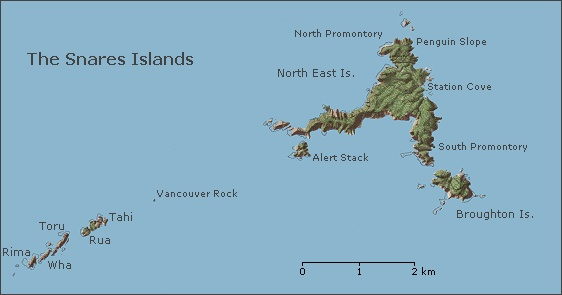
1791: Snaresinseln

- 1791: Unabhängig voneinander entdecken am selben Tag Kapitän George Vancouver auf dem Schiff Discovery und Leutnant William Robert Broughton auf dem Schiff Chatham die Snaresinseln südlich von Neuseeland.
- 1793: Der Sejm von Grodno, der letzte Reichstag Polen-Litauens, geht im dortigen Neuen Schloss zu Ende. Unter russischem Druck wird die Zweite Teilung Polens hingenommen.
- 1847: Im Sonderbundskrieg werden die von Johann-Ulrich von Salis-Soglio befehligten Truppen des katholischen Sonderbundes bei Gisikon und Meierskappel durch die eidgenössischen Truppen unter Guillaume-Henri Dufour entscheidend geschlagen. Damit endet der bis heute letzte bewaffnete Konflikt auf dem Gebiet der Schweiz.

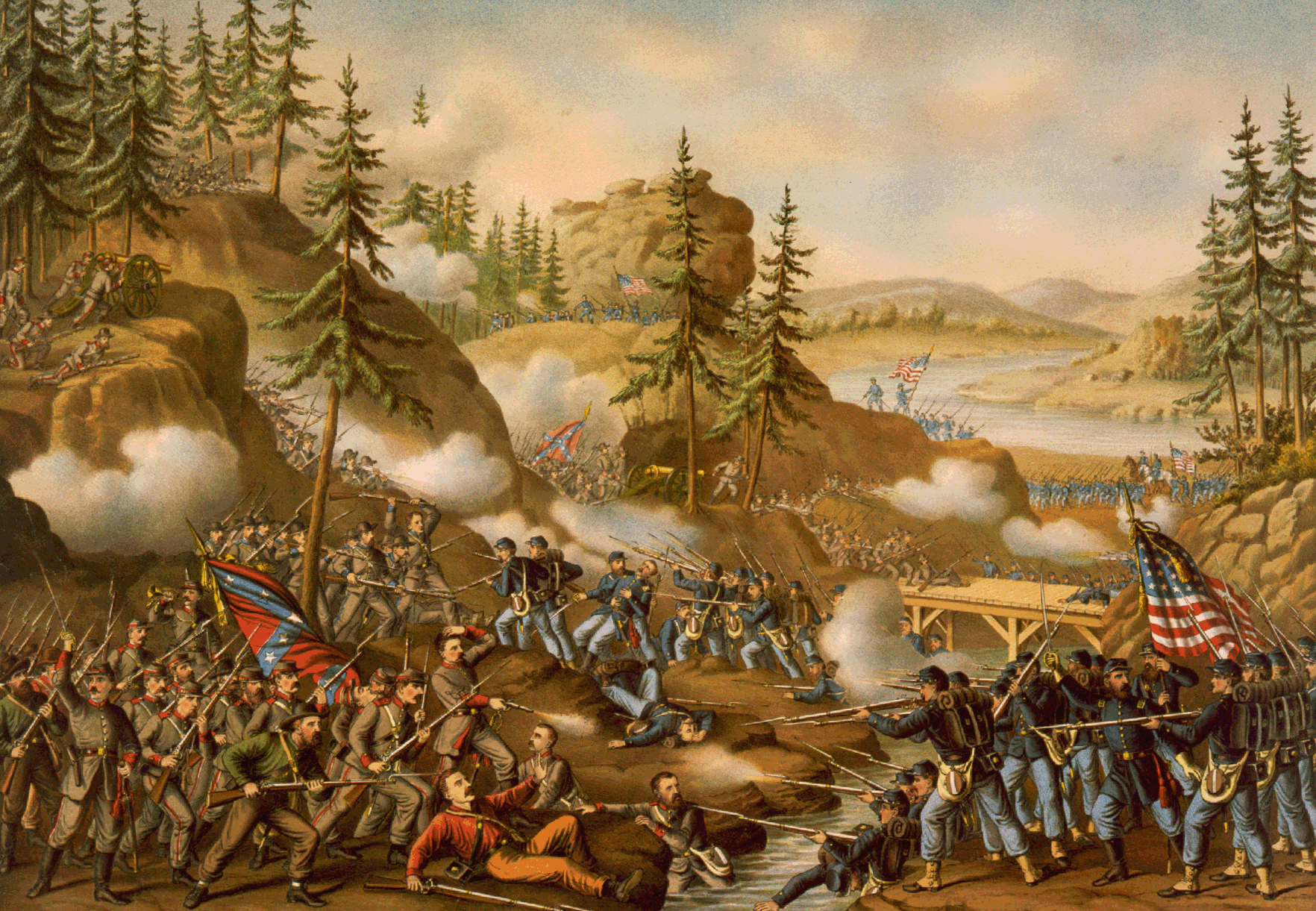
1863: Die Schlacht von Chattanooga

- 1863: Im Amerikanischen Bürgerkrieg beginnt die Schlacht von Chattanooga zwischen den Unionstruppen unter General Ulysses Simpson Grant und den Konföderierten unter General Braxton Bragg, die bis zum 25. November dauern wird.
- 1870: Während der Belagerung von Paris im Deutsch-Französischen Krieg tritt das Königreich Bayern zur Gründung des Kaiserreichs dem Norddeutschen Bund bei, handelt aber Reservatrechte aus. Die Novemberverträge gestatten ihm unter anderem eigenes Heer, eigenes Postwesen und eigene Eisenbahnen.
- 1890: Da nach dem Tod von König Wilhelm III. dessen Tochter Wilhelmina auf den niederländischen Thron gelangt, erlischt die Personalunion mit Luxemburg, da dort eine rein männliche Thronfolge vorgesehen ist. Luxemburg wird souveränes Großherzogtum unter Adolf I. aus dem Hause Nassau.
- 1914: Mit einer Truppenparade im eingenommenen Basra schließt im Ersten Weltkrieg die British Army ihren Sieg über osmanische Einheiten in der Schlacht von Basra ab.
- 1923: General Hans von Seeckt verbietet nach Aufstandsversuchen in Deutschland die KPD, die NSDAP und die Deutschvölkische Freiheitspartei.
- 1936: Das Norwegische Nobelkomitee erkennt dem vom nationalsozialistischen Regime gefangen gehaltenen Carl von Ossietzky den Friedensnobelpreis des Jahres 1935 sowie Argentiniens Außenminister Carlos Saavedra Lamas den des Jahres 1936 zu.
- 1938: Die deutschen Feuerwehren werden der Polizei unterstellt und ihre Fahrzeuge mit Blaulicht und Martinshorn gekennzeichnet.
- 1939: In einer Ansprache Hitlers vor den Oberbefehlshabern informiert er Generäle und Offiziere der Wehrmacht in der Neuen Reichskanzlei über seinen Entschluss, Frankreich und Großbritannien anzugreifen.
- 1940: Rumänien tritt dem Dreimächtepakt der Achsenmächte im Zweiten Weltkrieg bei.
- 1946: Mit dem Bombardement von Haiphong durch französische Kriegsschiffe beginnt der Indochinakrieg.
- 1958: Die westafrikanischen Staaten Ghana und Guinea bilden die Ghana-Guinea-Union. Die marxistisch orientierte Organisation besteht bis zu ihrem Zerfall im Jahr 1962.
- 1973: Nach einem halben Jahr beenden die Fluglotsen in Deutschland ihren Streik.
- 1978: Der 1974/75 ausgearbeitete Genfer Wellenplan zur Neuordnung der Sendefrequenzen der Rundfunksender im Lang- und Mittelwellenbereich tritt in Kraft.
- 1986: Bei der Nationalratswahl in Österreich verlieren die beiden großen Parteien SPÖ unter Bundeskanzler Vranitzky und ÖVP unter Vizekanzler Alois Mock Stimmen und Mandate. Die FPÖ unter Jörg Haider kann ihre Stimmen- und Mandatszahl beinahe verdoppeln. Die Grüne Alternative unter Freda Meissner-Blau zieht erstmals in den Nationalrat ein.
- 1992: Bei rechtsextremistisch motivierten Brandanschlägen auf zwei von türkischen Familien bewohnte Häuser in der schleswig-holsteinischen Kleinstadt Mölln sterben zwei Mädchen und ihre Großmutter. Neun Menschen werden zum Teil schwer verletzt.
- 1993: In Zürich endet die größte Hausbesetzung der Schweizer Geschichte, die zweieinhalb Jahre andauernde des Wohlgroth-Areals.
- 2001: Die Staaten des Europarats, die USA, Kanada, Japan und Südafrika unterzeichnen in Ungarn die Budapester Konvention gegen Datennetzkriminalität.
- 2003: Nach wochenlangen Massenprotesten im Zuge der Rosenrevolution gegen die Amtsführung Eduard Schewardnadses und einer politischen Dauerkrise muss dieser von seinem Amt als georgischer Staatspräsident zurücktreten.

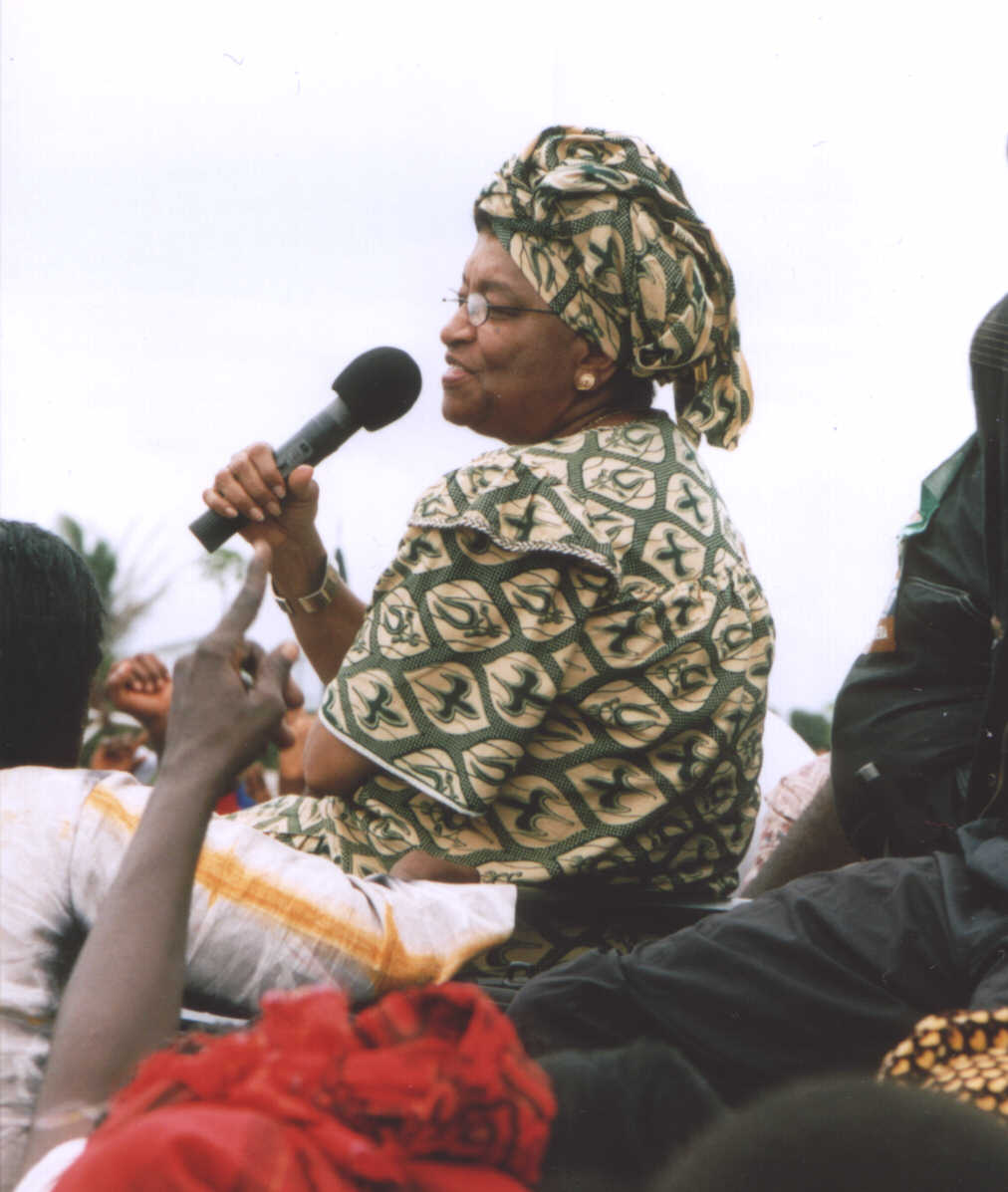
2005: Ellen Johnson Sirleaf im Wahlkampf

- 2005: Ellen Johnson Sirleaf wird als gewählte Präsidentin Liberias trotz einer Beschwerde ihres Mitbewerbers durch die Wahlkommission bestätigt. Sie ist damit erstes gewähltes weibliches Staatsoberhaupt auf dem afrikanischen Kontinent.
- 2006: Der ehemalige Oberstleutnant des russischen Geheimdienstes FSB Alexander Litwinenko stirbt, vermutlich durch einen Mordanschlag mit der radioaktiven Substanz Polonium-210.
- 2006: Im Bagdader Stadtteil Sadr City explodieren nahezu gleichzeitig sechs Autobomben. Der terroristische Anschlag verursacht 202 Tote und 255 Verletzte.
- 2009: Bei einem Massaker in der philippinischen Provinz Maguindanao sterben mindestens 57 Menschen.
- 2010: Beim Bombardement von Yeonpyeong durch Artillerie der nordkoreanischen Volksarmee kommen 2 Soldaten und 2 Zivilisten ums Leben, 19 weitere werden verletzt; auf nordkoreanischer Seite wird ein Soldat getötet und ein weiterer verletzt. Noch am selben Tag wird die Mobilmachung der Südkoreanischen Streitkräfte angeordnet.
- 2022: Europäische Parlament erklärte Russland als staatlichen Unterstützer des Terrorismus.

### Wirtschaft
- 1837: Das Dampfeisenbahnzeitalter in Österreich beginnt mit der Fahrt eingeladener Gäste auf der Strecke der Kaiser Ferdinands-Nordbahn zwischen Floridsdorf und Deutsch-Wagram.

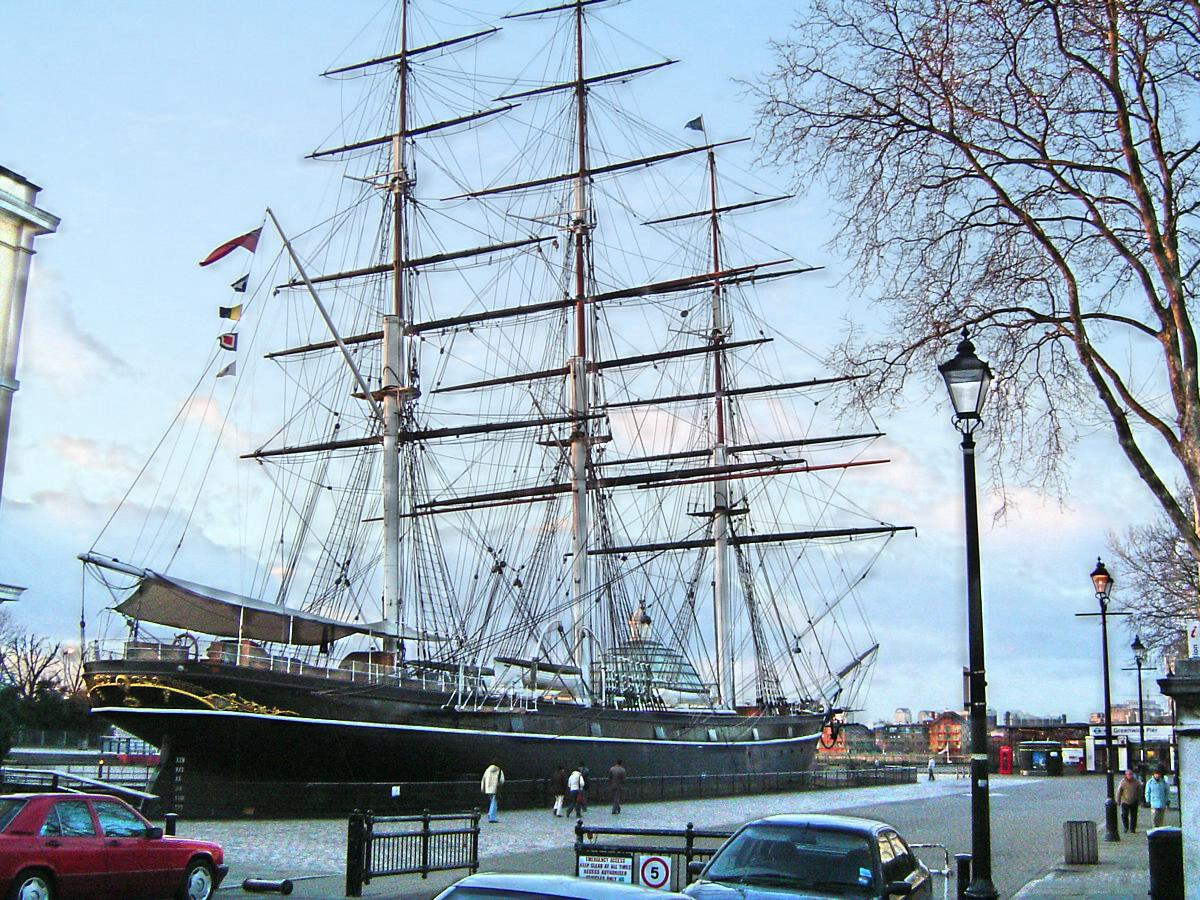
1869: Teeklipper Cutty Sark

- 1869: Im schottischen Dumbarton läuft der Klipper Cutty Sark vom Stapel, heute das letzte erhaltene Schiff dieses Typs.
- 1936: Die erste Ausgabe des fotojournalistischen Magazins Life erscheint in den USA.
- 1995: Der Brite Nick Leeson, dessen Börsenspekulationen den Zusammenbruch der Barings Bank ausgelöst haben, wird von Deutschland an Singapur ausgeliefert.

### Wissenschaft und Technik
- 1476: Papst Sixtus IV. billigt das Errichten der Universität Mainz.
- 1889: In San Francisco kommt erstmals ein umgebauter Edison-Phonograph als Musikautomat mit Münzeinwurf öffentlich zum Einsatz.
- 1969: Dem Forscher Jonathan Beckwith und seinem Team gelingt an der Harvard University das Isolieren eines einzelnen Gens der Bakterienart Escherichia coli. Er setzt damit einen Meilenstein in der Genetik.
- 1977: Mit Meteosat-1 wird der erste einer Serie von geostationären Wettersatelliten von der ESA gestartet. Dies ist Europas Beitrag zum Aufbau des globalen Wettersatelliten-Systems.

### Kultur

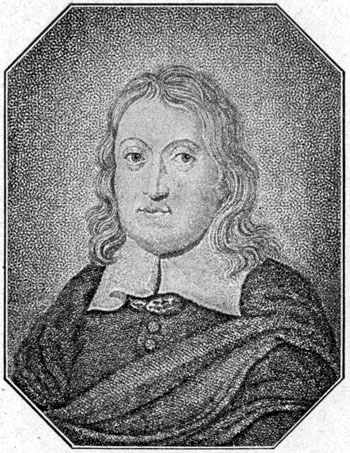
1644: John Milton

- 1644: John Milton erstveröffentlicht in London sein Prosawerk Areopagitica, eine Kritik gegen die Zensur.
- 1839: Romeo und Julia, eine dramatische Symphonie von Hector Berlioz, wird in Paris uraufgeführt.
- 1899: Die Teufelskäthe, eine Oper von Antonín Dvořák, wird in Prag uraufgeführt.
- 1911: An der Volksoper Wien wird das musikalische Schauspiel Der Kuhreigen von Wilhelm Kienzl unter der Regie von Rainer Simons uraufgeführt. Das Libretto stammt von Richard Batka frei nach der Novelle Die kleine Blanchefleur von Rudolf Hans Bartsch.
- 1921: Die Oper Katja Kabanowa von Leoš Janáček wird in Brünn uraufgeführt.
- 1927: Das Musical Funny Face von George Gershwin wird in New York City uraufgeführt.
- 1925: Der Film Go West von Buster Keaton wird in den USA uraufgeführt.
- 1932: Am Theater am Kurfürstendamm in Berlin erfolgt die Uraufführung der Operette Glückliche Reise von Eduard Künneke.
- 1943: Das Deutsche Opernhaus in Berlin wird bei einem Luftangriff im Zweiten Weltkrieg zerstört.
- 1963: An Unearthly Child, die erste Episode der am längsten laufenden Fernsehserie der Welt, Doctor Who, wird gesendet.
- 1989: Der Rocksänger Udo Lindenberg erhält in Berlin im Namen des Bundespräsidenten für seine Verdienste um die Verständigung zwischen Ost und West vom regierenden Bürgermeister Walter Momper das Bundesverdienstkreuz am Bande überreicht.
- 2006: Die deutschsprachige Wikipedia überschreitet mit dem Artikel Janina Korowicka die 500.000-Artikel-Grenze.
- 2013: Exakt 50 Jahre nach An Unearthly Child zeigen Kinos weltweit zeitgleich und einmalig den 3D-Jubiläums-Spielfilm Der Tag des Doktors. Mit der gleichzeitigen Ausstrahlung des Filmes in 94 Ländern auf sechs Kontinenten stellten Doctor Who und die British Broadcasting Corporation einen bislang ungebrochenen Guinness World Record auf.

### Gesellschaft
- 1958: Die Lebenshilfe wird im hessischen Marburg als Interessenvertretung für Menschen mit Behinderungen gegründet.

### Religion
- 0858: Der Patriarch von Konstantinopel, Ignatios I., wird nach längeren Konflikten mit dem Regenten seines Amtes enthoben. Kaiser Michael III. und sein regierender Onkel Bardas bestimmen zugleich den gelehrten Laien Photios zum neuen Patriarchen.

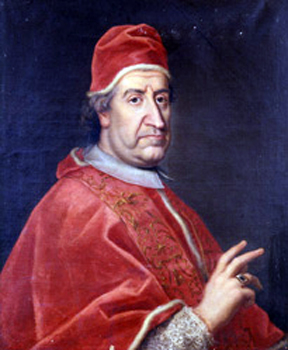
1700: Clemens XI.

- 1700: Giovanni Francesco Albani kommt als Papst Clemens XI. auf den Heiligen Stuhl.

### Katastrophen
- 1334: Bei der Clemensflut genannten Sturmflut geht das Kirchspiel Arngast im Jadebusen unter.
- 1939: Die Schlachtschiffe Scharnhorst und Gneisenau versenken südöstlich von Island den britischen Hilfskreuzer Rawalpindi. 265 Menschen sterben, 37 überleben.
- 1942: Der britische Passagier- und Frachtdampfer Tilawa wird im Indischen Ozean von dem japanischen U-Boot I-29 durch zwei Torpedos versenkt. 280 Passagiere und Besatzungsmitglieder sterben.
- 1980: Das Irpinia-Erdbeben in der italienischen Region Irpinia fordert mindestens 2.916 Menschenleben. Das Epizentrum liegt bei Neapel und richtet auch in den Ruinenstädten Pompeji und Herculaneum große Schäden an.
- 1996: Eine sich auf Ethiopian-Airlines-Flug 961 befindliche, entführte Boeing 767-200ER zerbricht nach der Notwasserung bei den Komoren und sinkt. 125 der 175 Insassen kommen ums Leben.

Kleinere Unglücksfälle sind in den Unterartikeln von Katastrophe und in der Liste von Katastrophen aufgeführt.

### Sport

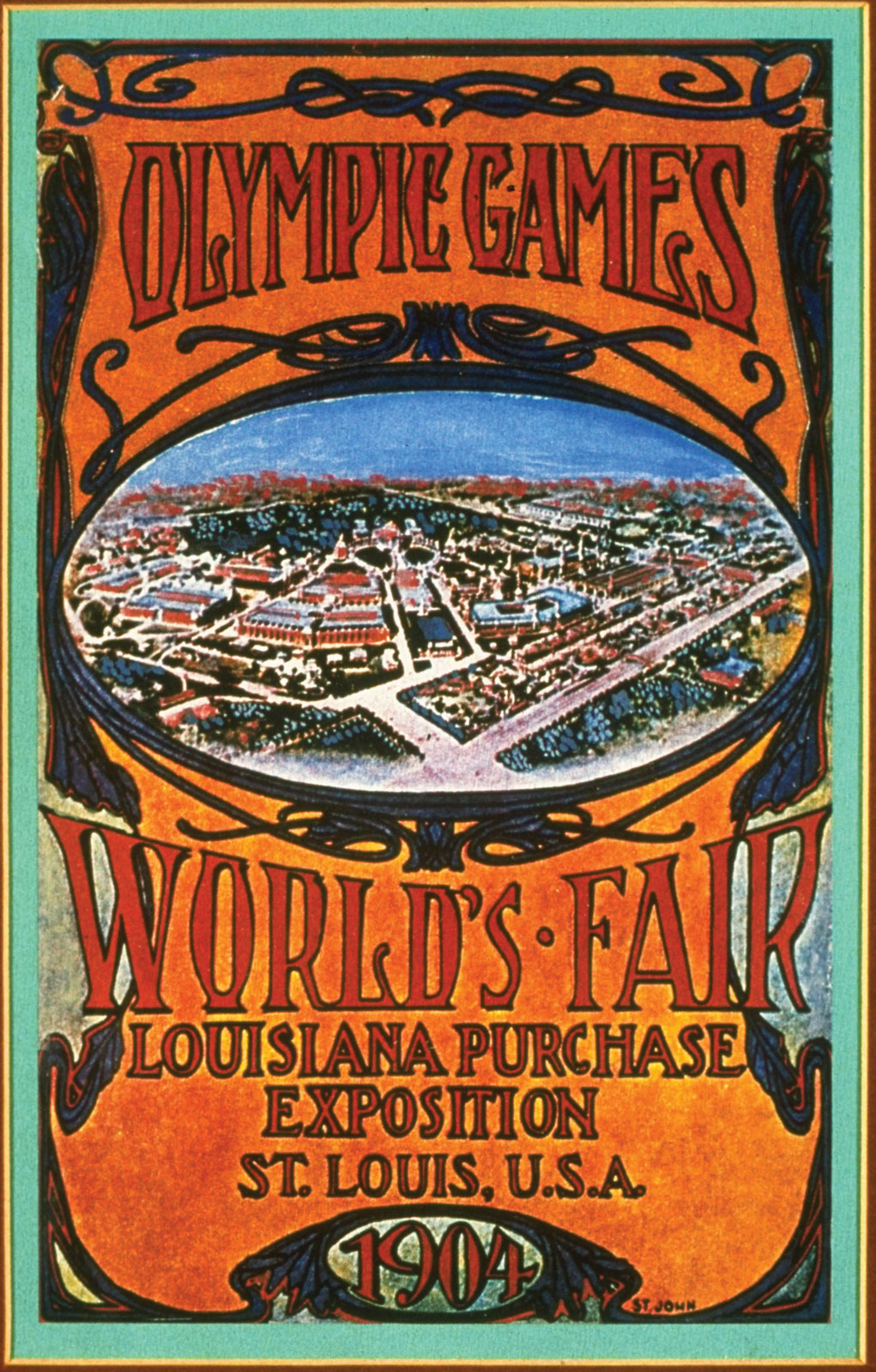
1904: Poster der III. Olympischen Spiele

- 1904: In St. Louis gehen die III. Olympischen Sommerspiele zu Ende.
- 1924: Die deutsche Fußballnationalmannschaft spielt in Duisburg ihr erstes Spiel auf deutschem Boden gegen Italien. Die Italiener gewinnen 1:0.
- 1976: Der französische Apnoe-Taucher Jacques Mayol stößt als erster Mensch ohne Atemgerät nachweislich in eine Meerestiefe von 100 Metern vor.
- 1996: Der Boxer Henry Maske verliert seinen Abschiedskampf gegen Virgil Hill. Der zu diesem Anlass aufgenommene Schlager Time to Say Goodbye von Andrea Bocelli bleibt 12 Wochen auf Platz 1 der Charts.

Einträge von Leichtathletik-Weltrekorden befinden sich unter der jeweiligen Disziplin unter Leichtathletik.

## Geboren

### Vor dem 18. Jahrhundert

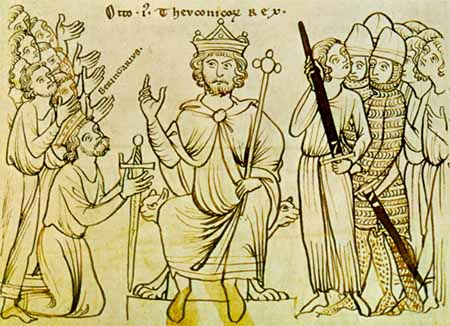
Otto I. (* 912)

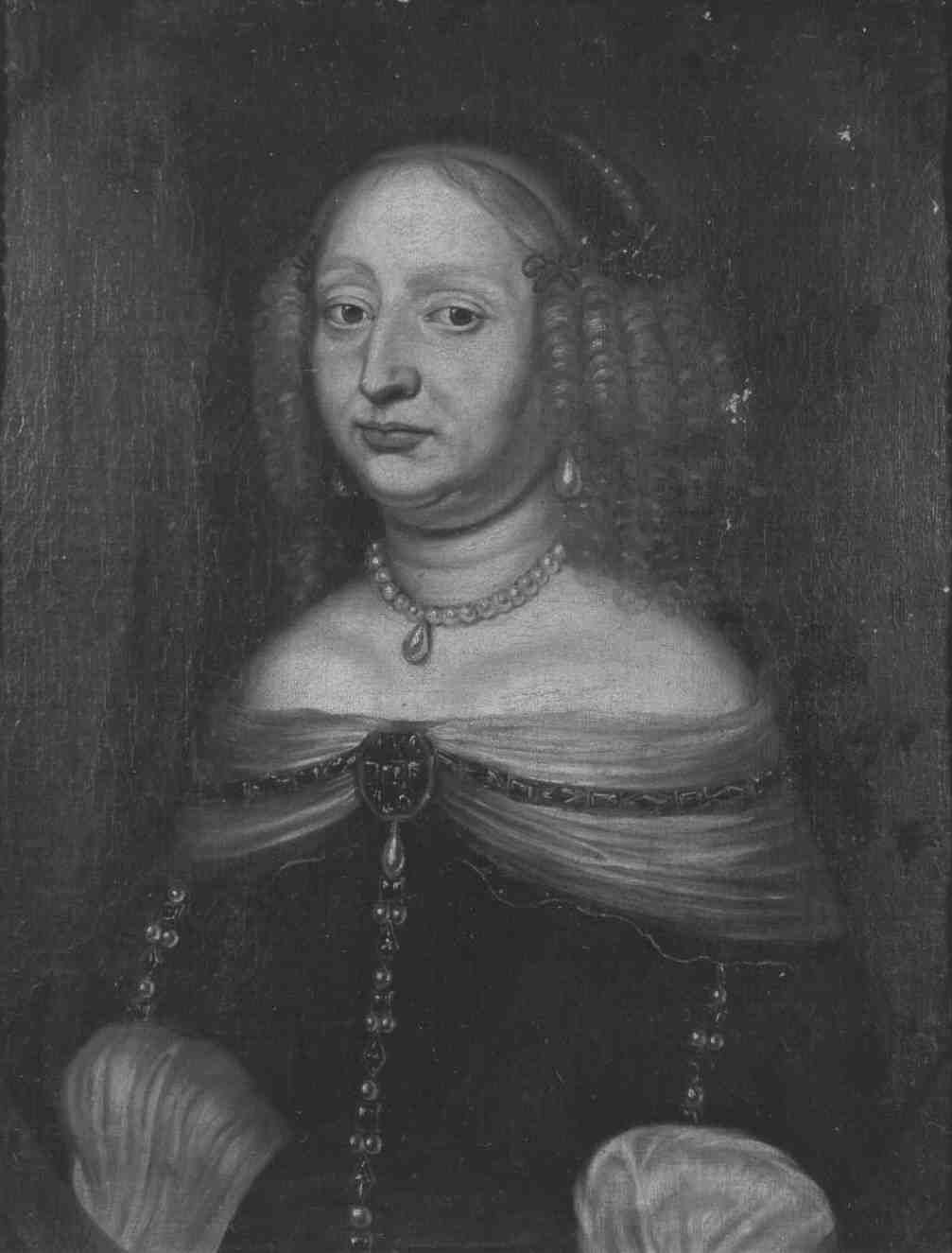
Sophie Eleonore von Sachsen (* 1609)

- 0912: Otto I., „der Große“, Herzog von Sachsen, König des Ostfrankenreichs und von Italien, erster Kaiser des Heiligen Römischen Reichs
- 1116: William FitzRobert, 2. Earl of Gloucester, Lord von Glamorgan und Caerleon
- 1221: Alfons X., König von Kastilien und León
- 1306: John de Bohun, 5. Earl of Hereford, englischer Magnat
- 1402: Jean de Dunois, französischer Adliger, Graf von Dunois, Porcéan und Mortain, Großkämmerer von Frankreich
- 1475: Clemens Sender, Augsburger Geschichtsschreiber
- 1476: Yeonsangun, koreanischer König der Joseon-Dynastie
- 1508: Franz, Herzog von Braunschweig-Lüneburg, jüngster Sohn von Herzog Heinrich dem Mittleren von Lüneburg-Celle
- 1518: Clemens Leusser, Abt des Zisterzienserklosters Bronnbach, Bürgermeister von Wertheim und Kaufmann
- 1545: Heinrich Maius, deutscher evangelischer Theologe
- 1553: Prospero Alpini, italienischer Arzt und Botaniker
- 1565: Konoe Nobutada, japanischer Kalligraph und Regent
- 1602: Ludwig Philipp von Pfalz-Simmern, Administrator der Pfalz
- 1609: Sophie Eleonore von Sachsen, Landgräfin von Hessen-Darmstadt
- 1625: Jacob Lüdecke, deutscher Jurist und Amtmann
- 1632: Jean Mabillon, französischer Benediktinermönch, Gelehrter, Begründer der Historischen Hilfswissenschaften
- 1643: Eberhard von Danckelman, brandenburgischer Oberpräsident
- 1651: Christoph von Steiger, Schultheiss von Bern
- 1665: Hans Moritz von Brühl, Oberhofmeister des Herzogs von Sachsen-Weißenfels
- 1690: Ernst Johann von Biron, Herzog von Kurland
- 1694: Georg Litzel, deutscher Pastor, Professor in Jena, Kirchenliedforscher und Sprachgelehrter

### 18. Jahrhundert

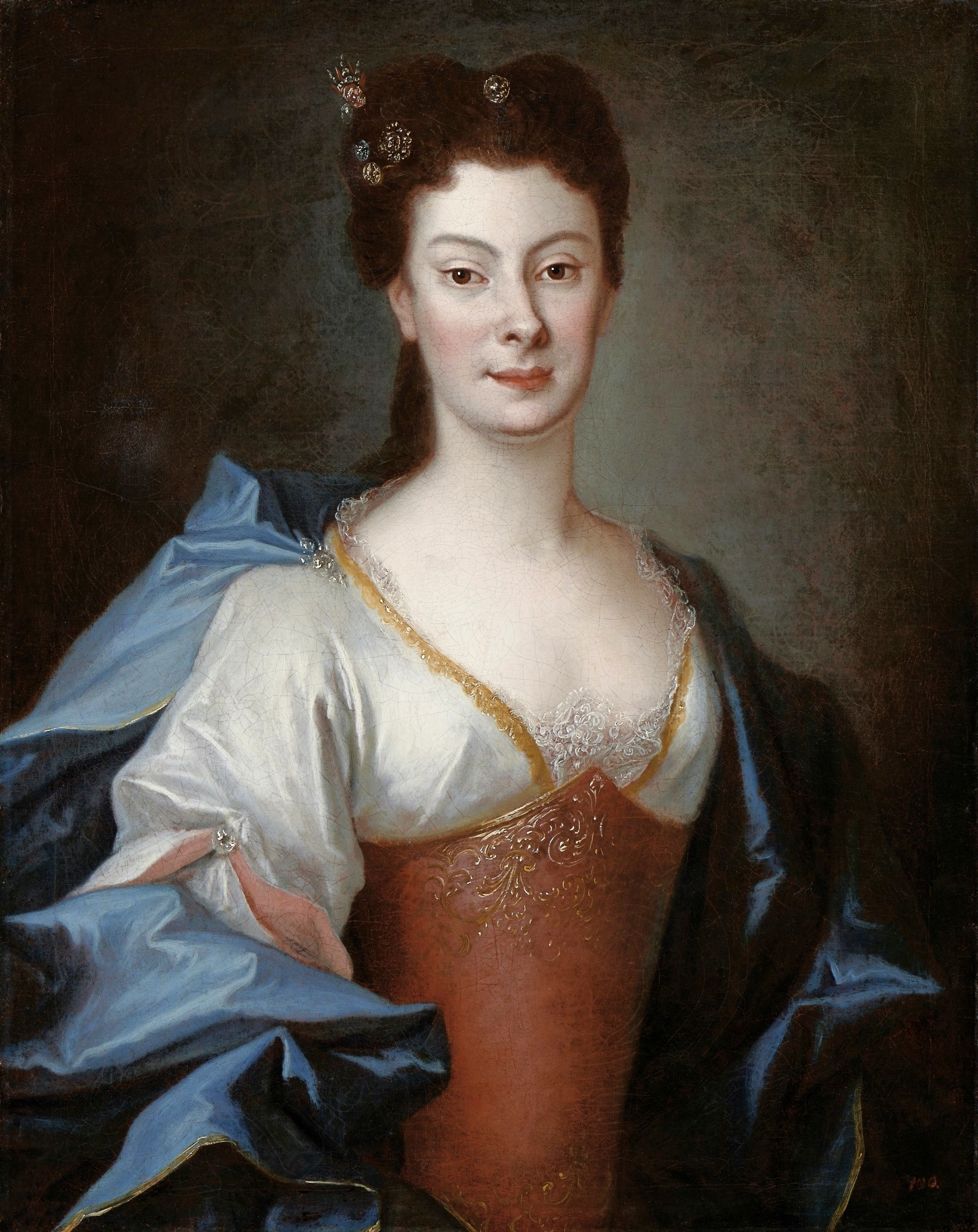
Anna Orzelska (* 1707)

- 1705: Thomas Birch, englischer Historiker und Schriftsteller
- 1707: Anna Karolina Orzelska, Prinzessin von Schleswig-Holstein-Sonderburg-Beck

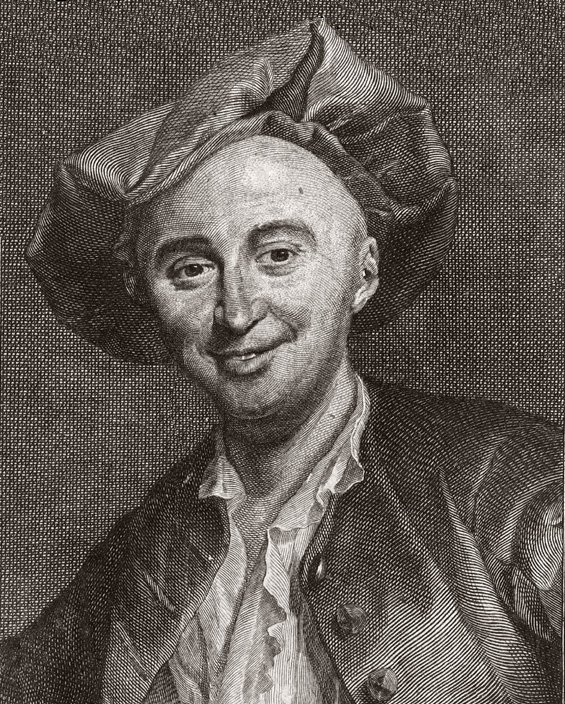
Julien Offray de La Mettrie (* 1709)

- 1709: Julien Offray de La Mettrie, französischer Arzt und Philosoph
- 1718: Antoine Darquier de Pellepoix, französischer Astronom
- 1719: Johann Gottlob Immanuel Breitkopf, deutscher Musikverleger und Typograf
- 1724: Johann Georg Schulthess, Schweizer Geistlicher
- 1727: Michael Klahr der Jüngere, deutscher Bildhauer
- 1730: William Moultrie, US-amerikanischer Politiker, Gouverneur von South Carolina
- 1746: Georg Wilhelm Steller, Arzt, Ethnologe, Naturforscher
- 1749: Edward Rutledge, US-amerikanischer Politiker, Unterzeichner der Unabhängigkeitserklärung
- 1754: Abraham Baldwin, US-amerikanischer Politiker
- 1754: Stanisław Poniatowski, polnischer General und Großkämmerer von Litauen
- 1756: Christian Jacob Wagenseil, bayerischer Schriftsteller, Aufklärer und Publizist
- 1758: Samuel Gottlob Auberlen, deutscher Musiker und Liedkomponist
- 1760: Christian Wilhelm Ahlwardt, deutscher Professor
- 1760: Isaac Anderson, US-amerikanischer Politiker
- 1760: François Noël Babeuf, (Gracchus), französischer Revolutionär
- 1764: Jean-Louis Duby, Schweizer evangelischer Geistlicher und Hochschullehrer
- 1764: Gustav von Hugo, deutscher Jurist
- 1766: Johann Anton Ludwig Seidensticker, deutscher Rechtswissenschaftler
- 1771: Georg Friedrich Aschenborn, preußischer Beamter
- 1772: Emil Leopold August, Herzog von Sachsen-Gotha-Altenburg
- 1772: Johann Christoph Winters, deutscher Puppenspielleiter und Begründer des Hänneschen-Theaters in Köln
- 1774: Johann Heinrich Schmülling, deutscher römisch-katholischer Theologe, Geistlicher und Hochschullehrer
- 1775: Clemens Wenzeslaus Coudray, deutscher Architekt und Oberbaudirektor
- 1786: Thomas Eastoe Abbott, englischer Dichter
- 1792: Karl Heinrich Rau, deutscher Nationalökonom, Freimaurer und Agrarwissenschaftler
- 1794: Juan Cruz Varela, argentinischer Schriftsteller, Journalist und Politiker
- 1798: Gustav Asverus, deutscher Jurist

### 19. Jahrhundert

#### 1801–1850
- 1804: Franklin Pierce, US-amerikanischer Politiker, Mitglied des Repräsentantenhauses, Staatspräsident
- 1806: Philipp Hoffmann, deutscher Architekt und Stadtbaumeister
- 1806: Francis Ormand Jonathan Smith, US-amerikanischer Politiker, Mitglied des Repräsentantenhauses
- 1806: Johann Jakob Sulzer, Schweizer Eisengießer und Unternehmer
- 1811: Louis Kufferath, deutscher Komponist
- 1812: Johann Hermann Sanning, deutsch-US-amerikanischer Baumeister
- 1814: Adolf Soetbeer, deutscher Nationalökonom
- 1815: William Dennison junior, US-amerikanischer Politiker, Gouverneur von Ohio, Postminister
- 1818: Joseph von Egle, deutscher Architekt und württembergischer Baubeamter
- 1819: Ludwig von Hagn, deutscher Maler
- 1820: Isaac Todhunter, britischer Mathematiker und Mathematikhistoriker
- 1825: Louis Germond der Jüngere, Schweizer evangelischer Geistlicher und Gründer einer höheren Töchterschule
- 1825: Henriette Goldschmidt, deutsche Publizistin und Bürgerrechtlerin
- 1826: Hermann Aubert, deutscher Physiologe
- 1828: Franz Adams der Jüngere, deutscher Verwaltungsjurist
- 1834: Adolfo Baci, italienischer Komponist
- 1836ː Natalie Eschborn, deutsche Theaterschauspielerin und Sängerin (Sopran)
- 1837: Johannes Diderik van der Waals, niederländischer Physiker, Nobelpreisträger
- 1838: Georg Albert, Fürst von Schwarzburg-Rudolstadt und preußischer General
- 1839: Isaac Delgado, Zuckerhändler und Philanthrop in New Orleans
- 1842ː Antonie Baumeister, deutsche Theaterschauspielerin
- 1846: Wilhelm Bader sen., deutscher Orgelbauer
- 1846: Ernst von Schuch, deutsch-österreichischer Dirigent
- 1848: Habbo Gerhard Lolling, deutscher Archäologe
- 1850: Germano Bruni, Schweizer Jurist und Politiker

#### 1851–1900
- 1851: August Ansorge, österreichisch-böhmischer Politiker, Mitglied des Abgeordnetenhauses und der Provisorischen Nationalversammlung
- 1853: Leo Anton Carl de Ball, deutscher Astronom
- 1854: Heinrich Braun, deutscher Politiker und Publizist, MdR
- 1855: John I. Cox, US-amerikanischer Politiker, Gouverneur von Tennessee
- 1859: Billy the Kid, US-amerikanischer Revolverheld, eine der bekanntesten Persönlichkeiten des Wilden Westen
- 1860: Hjalmar Branting, schwedischer Politiker und Journalist, Ministerpräsident, Nobelpreisträger
- 1860: Christoph Strautmann, lettischer Pastor, Märtyrer
- 1862: Théo van Rysselberghe, flämischer Maler des Pointillismus
- 1862: Alberto Williams, argentinischer Komponist und Dirigent
- 1868: Heinrich Zernin, deutscher Maler und Grafiker
- 1869: Valdemar Poulsen, dänischer Physiker und Ingenieur
- 1874: Charles Bollet, französischer Turner
- 1875: Anatoli Wassiljewitsch Lunatscharski, russischer bzw. sowjetischer Kulturpolitiker, Volkskommissar für Bildung der RSFSR
- 1876: Manuel de Falla, spanischer Komponist
- 1876ː Else Jerusalem, österreichische Schriftstellerin, Frauenrechtlerin, Verfolgte der NS-Herrschaft
- 1876: Marie Monod, französische Historikerin und Feministin
- 1877: Franz Bracht, deutscher Jurist und Politiker, Oberbürgermeister von Essen, Reichskommissar und -minister

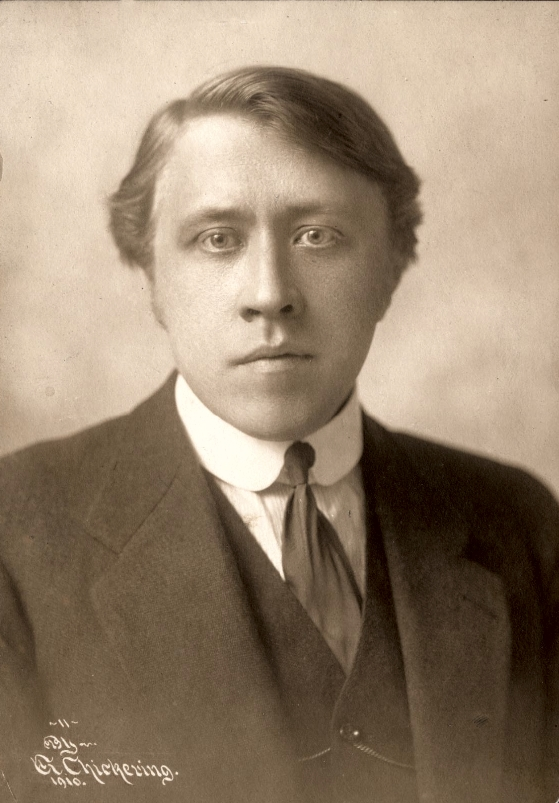
André Caplet (* 1878)

- 1878: André Caplet, französischer Komponist und Dirigent
- 1878: Ernest J. King, US-amerikanischer Admiral, Oberbefehlshaber der US-Flotte
- 1879: Walther Felix Mueller, deutscher Kommunalpolitiker, Oberbürgermeister von Weimar
- 1879: Erich Otto Volkmann, deutscher Offizier, Archivar und Schriftsteller
- 1880: Julia Feininger, deutsch-amerikanische Malerin und Publizistin
- 1881: Edward Atkinson, britischer Parasitologe, Arzt und Polarforscher
- 1882: Fernand Augereau, französischer Radrennfahrer
- 1882: John Rabe, deutscher Kaufmann, Retter von 200.000 Chinesen im Zweiten Weltkrieg
- 1886ː Minna Tobler-Christinger, Schweizer Ärztin, Schriftstellerin und Frauenrechtlerin
- 1887: Miguelina Acosta Cárdenas, peruanische Juristin
- 1887: Alina Borioli, Schweizer Lehrerin und Schriftstellerin

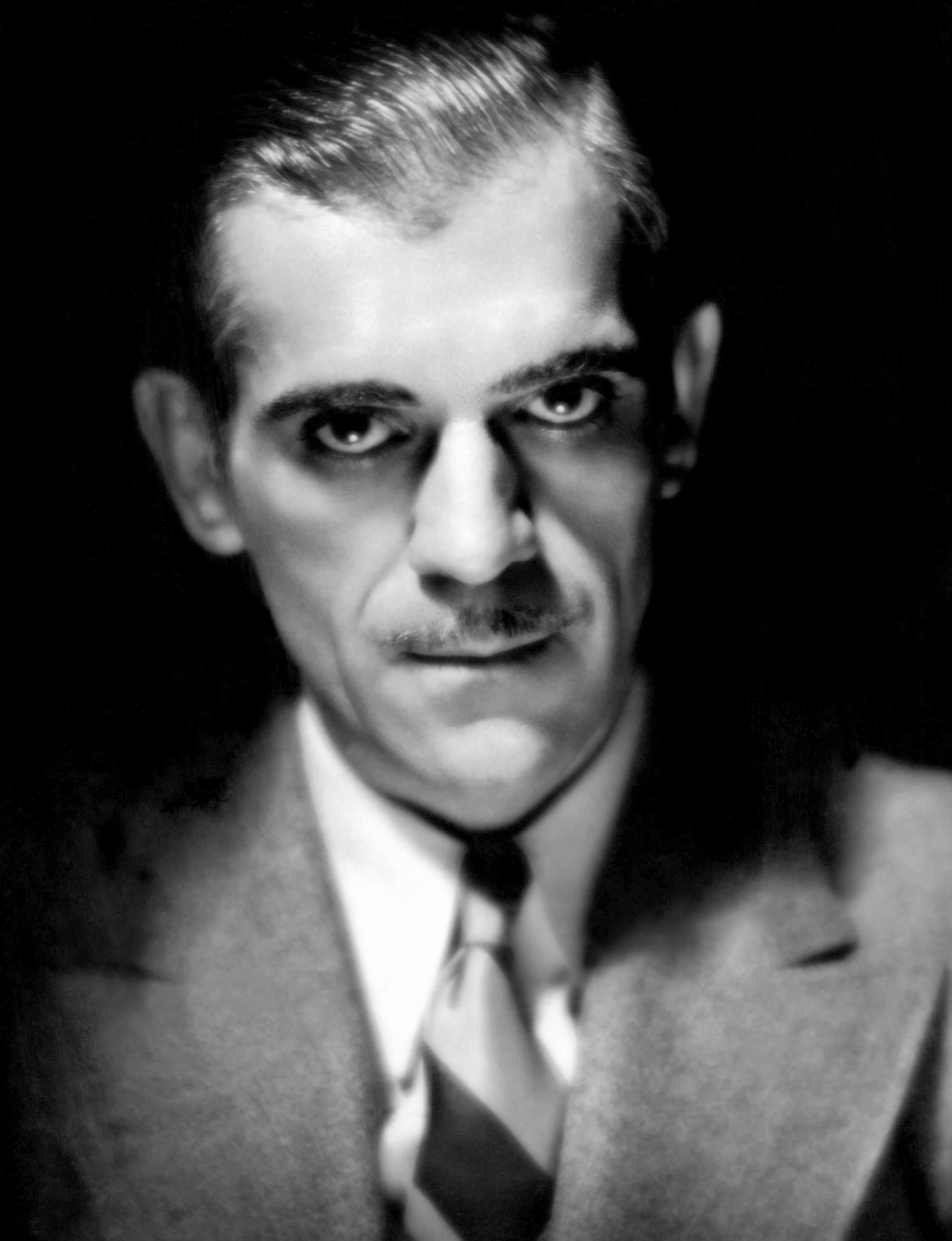
Boris Karloff (* 1887)

- 1887: Boris Karloff, britischer Schauspieler
- 1887: Henry Moseley, britischer Physiker
- 1888: Al Bernard, US-amerikanischer Sänger
- 1888: Harpo Marx, US-amerikanischer Komiker und Schauspieler
- 1889: Jakob Altmaier, deutscher Journalist, Widerstandskämpfer und Politiker, MdB
- 1889: Otto Korfes, deutscher Historiker und Offizier
- 1891: Kume Masao, japanischer Schriftsteller
- 1892: Erté, russischer Illustrator, Bühnenbildner und Modedesigner
- 1896: Klement Gottwald, tschechoslowakischer Politiker, Generalsekretär der KPTsch, Minister- und Staatspräsident
- 1896: Wiktor Kossenko, ukrainischer Komponist, Lehrer und Pianist
- 1897: Karl Gebhardt, deutscher Chirurg und Sportmediziner, einer der führenden Ärzte der SS, Leibarzt von Heinrich Himmler, Kriegsverbrecher
- 1898: Wilhelm Schmidhuber, deutscher Geschäftsmann, Offizier und Politiker

### 20. Jahrhundert

#### 1901–1925
- 1901: Louis Clarke, US-amerikanischer Leichtathlet, Olympiasieger
- 1901: Marieluise Fleißer, deutsche Schriftstellerin
- 1902: S. O. Wagner, deutscher Schauspieler, Autor, Hörspielsprecher, Hörspiel- und Theaterregisseur
- 1903: Juan Jover, spanischer Autorennfahrer
- 1903: Max Schönherr, österreichischer Komponist, Dirigent und Musikschriftsteller
- 1905: Erich Langer, deutscher Politiker, MdB
- 1905: Koos van der Wildt, niederländischer Fußballspieler
- 1906: Andrew C. Berry, US-amerikanischer Mathematiker
- 1905ː Ingrid Wagner-Andersson, deutsche Künstlerin und Malerin sowie Zeichnerin
- 1906: Norman Culpan, britischer Autorennfahrer
- 1906: Oscar Heiler, deutscher Schauspieler und Komiker
- 1906: Kurt Neuwald, deutscher Unternehmer, Gründungsmitglied des Zentralrats der Juden
- 1909: Irakli Abaschidse, georgisch-sowjetischer Dichter und Politiker
- 1912: Franz Amrehn, deutscher Politiker, Bürgermeister von Berlin, MdA, MdB
- 1912: Jean Hengen, luxemburgischer Geistlicher, Titularbischof von Calama, Erzbischof von Luxemburg
- 1913: Christian Kautz, Schweizer Automobilrennfahrer
- 1915: Hartmut Erbse, deutscher Altphilologe
- 1915: Herbert Schneider, deutscher Politiker, MdBB, MdB
- 1916: Ken Kavanaugh, US-amerikanischer American-Football-Spieler und -Trainer
- 1917: Karl Wild, deutscher Eishockeyspieler und -trainer
- 1919: Jacques Ary, französischer Boxer, Ringer, Wrestler, Drehbuchautor und Schauspieler
- 1919: Cláudio Santoro, brasilianischer Komponist
- 1919: Fritz Straßner, deutscher Schauspieler
- 1919: Peter Strawson, britischer Philosoph
- 1920: Paul Celan, deutscher Lyriker
- 1920: Uwe Ronneburger, deutscher Politiker, MdL, MdB
- 1921: Rolf Knie, Schweizer Zirkusdirektor
- 1922: Stephan Pfürtner, deutscher Moraltheologe und Sozialethiker
- 1924: Waldram Hollfelder, deutscher Musikwissenschaftler und Komponist
- 1925: Hugo Borger, deutscher Mittelalterarchäologe, Museumsgründer, Denkmalpfleger, Generaldirektor der Kölner Museen und Hochschullehrer
- 1925: Helmut Gude, deutscher Leichtathlet
- 1925: José Napoleón Duarte, salvadorianischer Politiker, Minister, Staatspräsident
- 1925: Luís Herbst, deutscher Ordensgeistlicher, Bischof von Cruzeiro do Sul
- 1925: Frederic Vester, deutscher Biochemiker, Umweltexperte und Autor

#### 1926–1950
- 1926: Ivano Fontana, italienischer Boxer, Olympiamedaillengewinner
- 1926: Sathya Sai Baba, indischer Guru
- 1927: Angelo Sodano, italienischer Geistlicher, Titularerzbischof von Nova Caesaris, Kardinal, vatikanischer Diplomat und Staatssekretär
- 1929: Alfred Adolph, deutscher Ingenieur und Generaldirektor
- 1929: Günter Gaus, deutscher Journalist
- 1929: Sigrid Kehl, deutsche Opernsängerin
- 1930: Geeta Dutt, indische Sängerin
- 1932: Nahum Buch, israelischer Schwimmer
- 1932: Renato Raffaele Martino, italienischer Geistlicher und vatikanischer Diplomat, Titularerzbischof von Segermes, Kardinal
- 1932: Ruth Watson Henderson, kanadische Komponistin, Pianistin und Musikpädagogin
- 1932: Bruno Visintin, italienischer Boxer, Olympiamedaillengewinner
- 1933: Clémence DesRochers, kanadische Schauspielerin, Singer-Songwriter und Schriftstellerin
- 1933: Claus König, deutscher Ornithologe
- 1934: Robert Towne, US-amerikanischer Drehbuchautor, Schauspieler und Regisseur
- 1933: Krzysztof Penderecki, polnischer Komponist
- 1935: Gerhard Eckle, deutscher Pianist, Schulmusiker und Astrologe

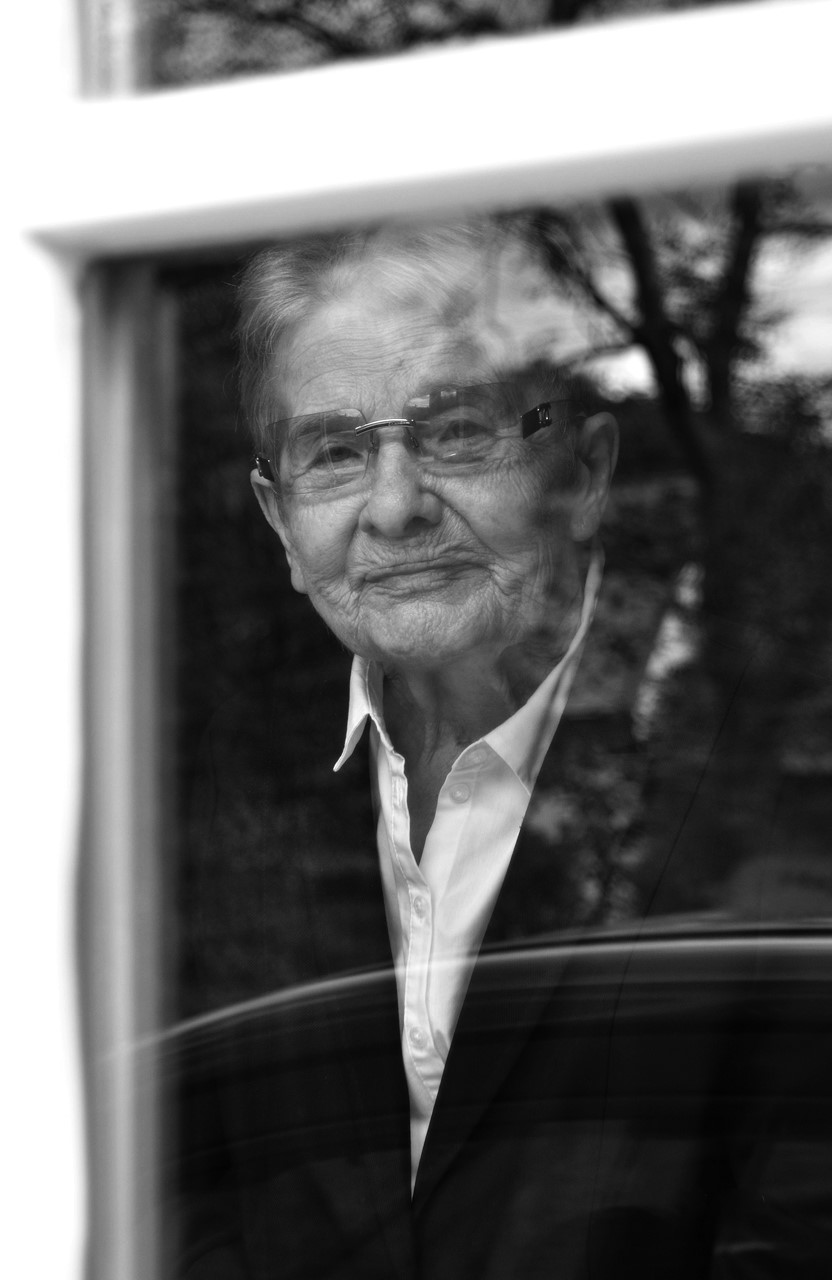
Mari Törőcsik (* 1935)

- 1935: Mari Törőcsik, ungarische Schauspielerin
- 1936: Roswitha Trexler, deutsche Sängerin
- 1937: Karl Mildenberger, deutscher Boxer
- 1937: Karol Modzelewski, polnischer Historiker
- 1938: Herbert Achternbusch, deutscher Autor und Regisseur
- 1938: Boris Arakelow, sowjetischer bzw. russischer Schauspieler und Synchronsprecher
- 1941: Jochen Hauser, deutscher Schriftsteller und Drehbuchautor
- 1941: Franco Nero, italienischer Schauspieler
- 1942: Mathew Anden, deutscher Theater-, Fernseh- und Filmschauspieler
- 1942: Susan Anspach, US-amerikanische Theater- und Filmschauspielerin
- 1942: Jiří Stivín, tschechischer Jazz-Musiker
- 1942: Thomas R. Graham, US-amerikanischer Jurist und Mitglied des WTO Appellate Body

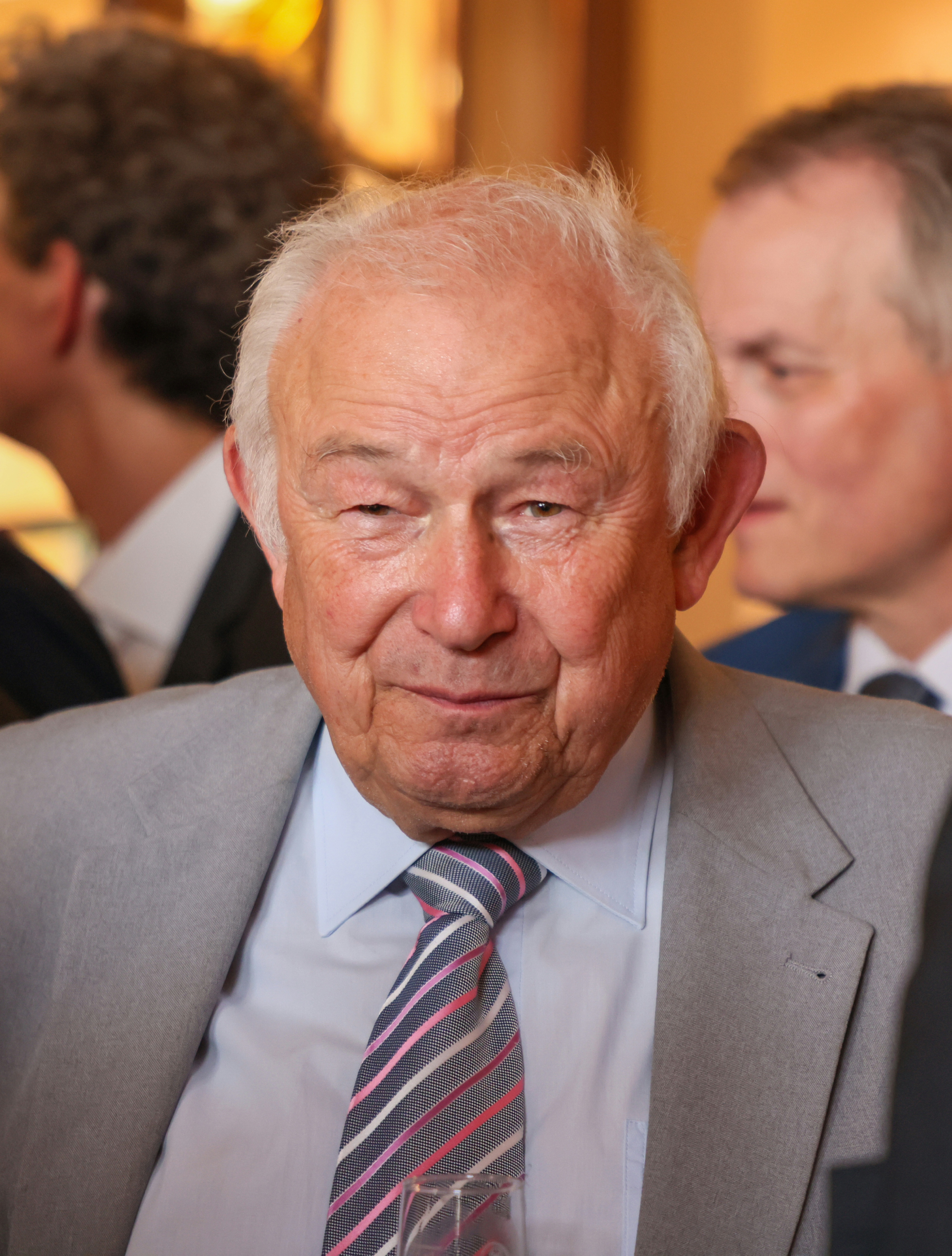
Günther Beckstein (* 1943)

- 1943: Günther Beckstein, deutscher Jurist und Politiker, MdL, Landesminister, Ministerpräsident von Bayern
- 1943: Eberhard Feik, deutscher Schauspieler
- 1943: Andrew Goodman, US-amerikanischer Bürgerrechtler
- 1943: Oswald Grübel, deutscher Bankmanager
- 1943: Petar Skansi, jugoslawischer Basketballspieler und -trainer, Olympiamedaillengewinner, Weltmeister
- 1944: Gert Girschkowski, deutscher Fußballtorwart
- 1945: Hanna-Barbara Gerl-Falkovitz, deutsche Religionsphilosophin
- 1945: Johanna Mertinz, österreichische Schauspielerin und Rezitatorin
- 1945: Heinz Mußmann, deutscher Ruderer
- 1945: Dennis Nilsen, britischer Serienmörder
- 1946: Peter Mitterer, österreichischer Gastwirt und Politiker, LAbg, Abgeordneter zum Nationalrat, Bundesratspräsident
- 1947: Urs Siegenthaler, Schweizer Fußballspieler und -trainer
- 1948: Bjarne Adrian, dänischer Schauspieler
- 1948: Reiner Calmund, deutscher Fußballmanager

Marion Eckertz-Höfer (* 1948)

- 1948: Marion Eckertz-Höfer, deutsche Juristin und ehemalige Präsidentin des Bundesverwaltungsgerichts
- 1949: Gunilla Gräfin von Bismarck, deutsche Society-Lady
- 1949: Marcia Griffiths, jamaikanische Sängerin
- 1949: Charlotte Teske, deutsche Leichtathletin
- 1950: Gregor Riegler, österreichischer Schriftsteller
- 1950: Manfred Miethe, schweizerisch-deutscher Schriftsteller und Übersetzer

#### 1951–1975
- 1952: Josip Turčik, jugoslawischer Fußballspieler
- 1952: Corinna Werwigk-Hertneck, deutsche Politikerin, Landesministerin
- 1952: Manfred Wirth, österreichischer Fußballspieler und -trainer
- 1953: Herbert Bolliger, Schweizer Manager, Präsident der Generaldirektion der Migros
- 1953: Francis Cabrel, französischer Chansonnier und Komponist
- 1953: Bernard Foccroulle, belgischer Komponist, Organist und Intendant
- 1953: Johan de Meij, niederländischer Dirigent, Posaunist, Arrangeur und Komponist
- 1954: Ross Brawn, britischer Ingenieur und Manager
- 1954: Martin Haselböck, österreichischer Organist, Dirigent und Komponist
- 1954: Bruce Hornsby, US-amerikanischer Pianist und Singer-Songschreiber
- 1954: Gerald Roth, deutscher Jurist, Richter am Bundesgerichtshof
- 1955: Ludovico Einaudi, italienischer Komponist und Pianist
- 1955: Mary Landrieu, US-amerikanische Politikerin, Senatorin
- 1955: Mariele Millowitsch, deutsche Schauspielerin
- 1956: Steven Brust, US-amerikanischer Fantasyautor
- 1956: Shane Gould, australische Schwimmerin, Olympiasiegerin
- 1957: Andrew Toney, US-amerikanischer Basketballspieler
- 1958: Ronald Schill, deutscher Richter und Politiker, MdHB, Senator
- 1959: Maxwell Caulfield, britischer Schauspieler
- 1959: Eduardo Risso, argentinischer Comiczeichner
- 1960: Sam Ermolenko, US-amerikanischer Speedwayfahrer
- 1961: Keith Ablow, US-amerikanischer Psychiater und Schriftsteller
- 1961: Nicolas Bacri, französischer Komponist
- 1961: Floyd Roland, kanadischer Politiker, Premierminister der Nordwest-Territorien
- 1962: Carlinhos Brown, brasilianischer Musiker und Songwriter
- 1963: Andreas Schmidt, deutscher Schauspieler, Regisseur und Rocksänger
- 1963: Virgilio Masciadri, Schweizer Schriftsteller, Übersetzer und Dozent
- 1964: Kurt Russ, österreichischer Fußballspieler und -trainer
- 1964: Daniela Strigl, österreichische Germanistin
- 1965: Neil Adams, englischer Fußballspieler
- 1965: Daniel Leupi, Schweizer Politiker
- 1965: Götz Widmann, deutscher Liedermacher

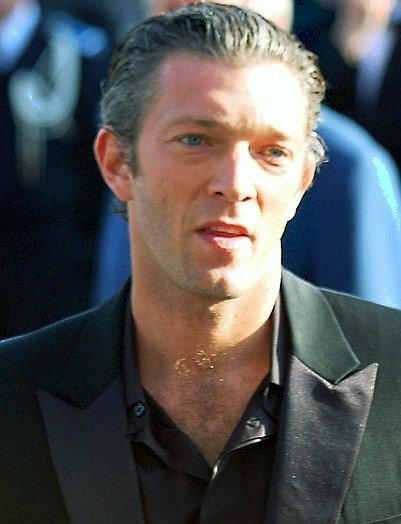
Vincent Cassel (* 1966)

- 1966: Vincent Cassel, französischer Schauspieler und Regisseur, Produzent, Drehbuchautor und Synchronsprecher
- 1966: Michelle Gomez, britische Schauspielerin
- 1967: Salli Richardson, US-amerikanische Schauspielerin
- 1968: Hamid Hassani, iranischer Sprachwissenschaftler und Lexikograph
- 1968: Tomas Juška, litauischer Unternehmer
- 1968: Nicolas König, deutscher Schauspieler
- 1969: Olivier Beretta, monegassischer Autorennfahrer
- 1969: Byron Moreno, ecuadorianischer Fußballschiedsrichter
- 1970: Khaled Mohammed Al-Zubair, omanischer Manager und Sportfunktionär
- 1970: Nancy Baumann, deutsch-schweizerische Sängerin, Tänzerin und Kostümbildnerin

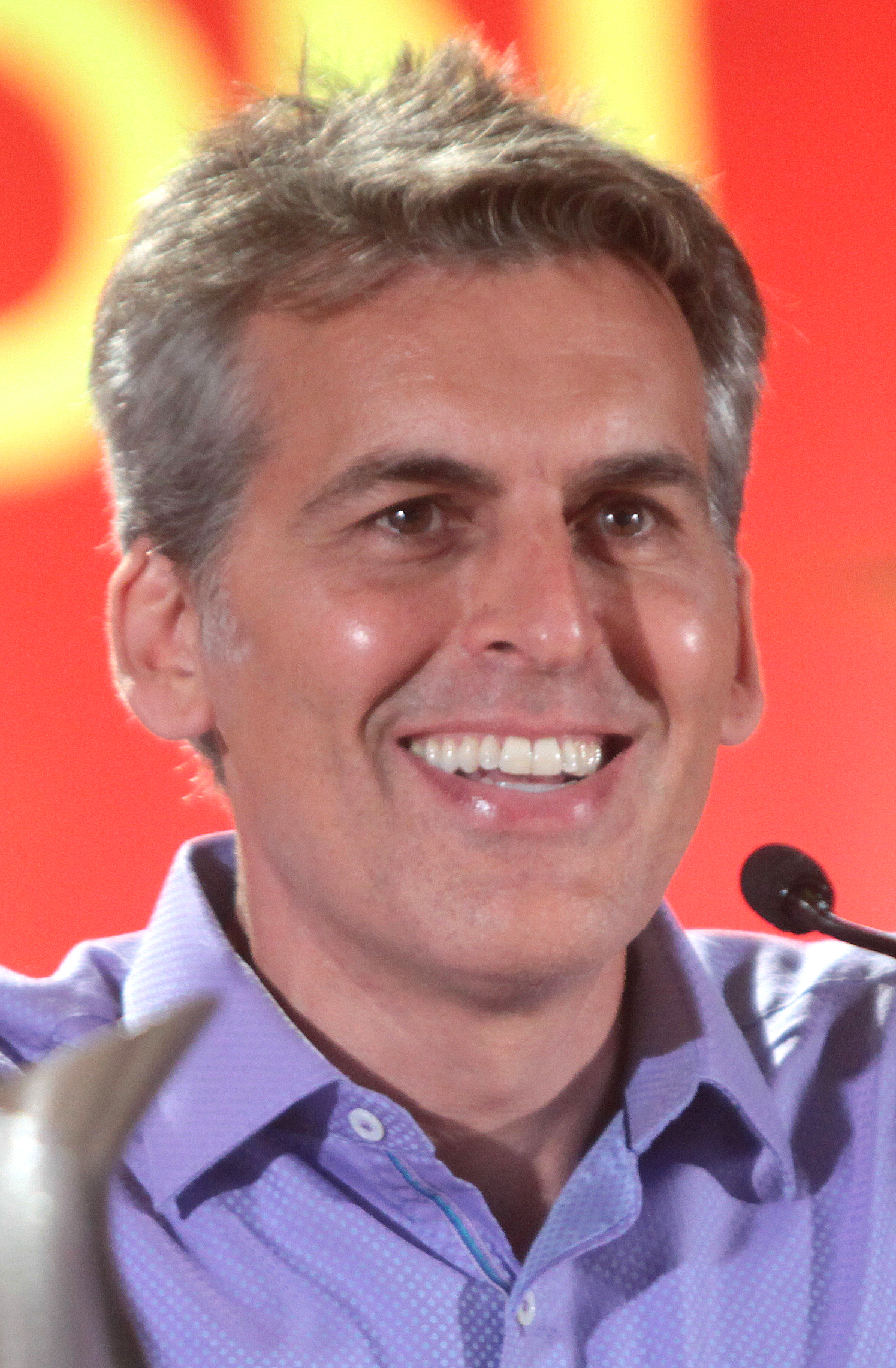
Oded Fehr (* 1970)

- 1970: Oded Fehr, israelischer Film- und Theaterschauspieler
- 1970: Katja Kraus, deutsche Fußballspielerin und -funktionärin
- 1970: Christoph Mory, deutscher Schauspieler
- 1971: Frank Giering, deutscher Schauspieler
- 1972: Kurupt, US-amerikanischer Rapper
- 1973: Michael Ballweg, deutscher Unternehmer und politischer Aktivist
- 1973: Nicole Burns-Hansen, Schweizer Tänzerin und Wertungsrichterin
- 1973: Evans Wise, Fußballer aus Trinidad & Tobago
- 1974: Sylvain Freiholz, Schweizer Skispringer
- 1974: Saku Koivu, finnischer Eishockeyspieler, Weltmeister
- 1975: Mike McDonald, kanadischer Freestyle-Skier
- 1975: Daniele Orsato, italienischer Fußballschiedsrichter

#### 1976–2000
- 1976: Johannes Meister, deutscher Jurist, Richter am Bundesverwaltungsgericht
- 1976: Page Kennedy, US-amerikanischer Schauspieler
- 1976: Daniel Santacruz, dominikanischer Sänger und Komponist
- 1977: Michael Petri, deutscher Fußballspieler
- 1977: Christopher Amott, schwedischer Gitarrist
- 1977: Andrei Bănică, rumänischer Ruderer, Weltmeister
- 1978: Tanja Bruske, deutsche Science-Fiction-Autorin
- 1978: Alison Mosshart, US-amerikanische Sängerin und Gitarristin
- 1978: Silke Müller, deutsche Feldhockeyspielerin, Olympiasiegerin
- 1978: Terrence Trammell, US-amerikanischer Leichtathlet, Olympiamedaillengewinner, Weltmeister
- 1979: Kelly Brook, britisches Fotomodell und Schauspielerin
- 1979: Nihat Kahveci, türkischer Fußballspieler
- 1979: Ivica Kostelić, kroatischer Skirennläufer, Weltmeister
- 1979: Jonathan Sadowski, US-amerikanischer Schauspieler
- 1981: Nick Carle, australischer Fußballspieler
- 1982: Colby Armstrong, kanadischer Eishockeyspieler, Weltmeister
- 1982: Víctor Hugo López, spanischer Handballspieler
- 1982: Asafa Powell, jamaikanischer Leichtathlet, Weltmeister, Olympiasieger
- 1982: Anna Maria Sturm, deutsche Schauspielerin
- 1984: Lucas Grabeel, US-amerikanischer Schauspieler, Sänger und Tänzer
- 1984: Matthieu Lahaye, französischer Autorennfahrer
- 1985: Wiktor Ahn, russisch-südkoreanischer Shorttrack-Läufer, Weltmeister, Olympiasieger
- 1985: Dennis Kuipers, niederländischer Rallyefahrer
- 1987: Nicklas Bäckström, schwedischer Eishockeyspieler, Weltmeister, Olympiamedaillengewinner
- 1988: Julien Bam, deutscher Webvideoproduzent
- 1989: Matthew Hayward, kanadischer Freestyle-Skier
- 1990: Christopher Quiring, deutscher Fußballspieler
- 1991: Ruslan Mingazov, turkmenischer Fußballspieler
- 1991: Facu Regalía, argentinisch-spanischer Autorennfahrer
- 1992: Juan Agudelo, US-amerikanischer Fußballspieler

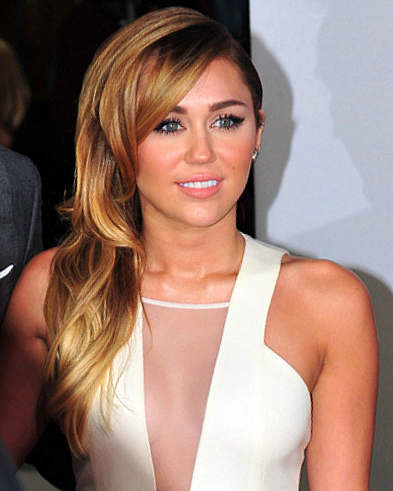
Miley Cyrus (* 1992)

- 1992: Miley Cyrus, US-amerikanische Sängerin und Schauspielerin
- 1993: Leissan Biktaschewa, russische Biathletin
- 1993: Grgo Živković, kroatischer Fußballspieler
- 1994: Capital Bra, deutscher Rapper
- 1994: Chris Harper, australischer Radrennfahrer
- 1994: Betty Taube, deutsches Model
- 1995: Erika Jänkä, finnische Biathletin
- 1996: Anna Fernstädt, deutsch-tschechische Skeletonpilotin

### 21. Jahrhundert
- 2001: Mateusz Żukowski, polnischer Fußballspieler
- 2004: Lorenzo Fluxá, spanischer Autorennfahrer
- 2004: Carla Hüttermann, deutsche Schauspielerin

## Gestorben

### Vor dem 16. Jahrhundert
- 0386: Jin Feidi, Kaiser von China
- 0615: Columban von Luxeuil, irischer Wandermönch und Missionar
- 0947: Berthold, Herzog von Bayern
- 0955: Ædred, König von England
- 1166: Adam, Abt von Ebrach
- 1183: William FitzRobert, Earl of Gloucester
- 1227: Leszek I., Seniorherzog von Polen
- 1258: John fitz Geoffrey, englischer Adeliger, Justiciar of Ireland
- 1307: Diether von Nassau, nassauischer Geistlicher, Erzbischof und Kurfürst von Trier
- 1334: Ulrich I., Landgraf von Leuchtenberg
- 1352: John Kirkby, englischer Geistlicher
- 1400: Antonio Venier, 62. Doge von Venedig
- 1407: Louis de Valois, Sohn des französischen Königs Karl V., Herzog von Orléans
- 1431: Walter Fitzwalter, 7. Baron Fitzwalter, englischer Adeliger und Militär
- 1457: Ladislaus Postumus, Herzog von Österreich, König von Böhmen und Ungarn
- 1464: Margarete von Savoyen, Markgräfin von Montferrat, Dominikanerin, Selige
- 1470: Gaston de Foix, navarrischer Adeliger
- 1499: Perkin Warbeck, englischer Thronprätendent

### 16. bis 18. Jahrhundert
- 1503: Margareta von York, Herzogin von Burgund
- 1510: Pierre de Blarru, französischer Kanoniker und Humanist
- 1511: Anne of York, englische Prinzessin
- 1513: Nicolaus Matz, deutscher Theologe, Rektor der Universität Freiburg, Domherr in Speyer
- 1534: Otto Brunfels, deutscher Theologe und Botaniker
- 1535: Beatriz Galindo, spanische Schriftstellerin und Humanistin
- 1549: Franz, Herzog von Braunschweig-Lüneburg und Gifhorn
- 1572: Agnolo Bronzino, italienischer Maler
- 1574: Johann IV., Graf von Nassau-Saarbrücken
- 1585: Thomas Tallis, englischer Komponist geistlicher, vorwiegend vokaler Musik zur Zeit der englischen Reformation
- 1592: André Thevet, französischer Forscher und Schriftsteller
- 1595: Clara von Braunschweig-Wolfenbüttel, Äbtissin von Gandersheim, Herzogin von Braunschweig-Grubenhagen
- 1602: Agnes zu Solms-Laubach, Landgräfin von Hessen-Kassel
- 1637: Carlos Coloma de Saa, spanischer Militärkommandant, Diplomat und Autor
- 1651: Francesco Guarini, italienischer Maler
- 1680: Michael Kasimir Radziwiłł, litauischer Adeliger, Magnat, Staatsmann und Heerführer, Reichsfürst des Heiligen Römischen Reiches
- 1681: Hedwig von Pfalz-Sulzbach, Pfalzgräfin von Sulzbach, Erzherzogin von Österreich-Tirol, Herzogin von Sachsen-Lauenburg
- 1682: Claude Lorrain, französischer Maler
- 1689: Philipp von Zesen, deutscher Barockdichter
- 1693: Job Adriaenszoon Berckheyde, niederländischer Maler
- 1694: Jean Talon, französischer Kolonialbeamter, Intendant des Hennegaus und von Neufrankreich
- 1709: Johann Wilhelm Bentinck, 1. Earl of Portland, niederländisch-englischer Höfling und Diplomat
- 1722ː Anna Rupertina Fuchs, deutsche Lyrikerin und Dramatikerin
- 1729: Alexander Danilowitsch Menschikow, russischer Staatsmann und Generalissimus
- 1731: Friedrich Ludwig, Erbprinz von Württemberg
- 1733: Michelangelo Faggioli, italienischer Jurist und Komponist
- 1746: Georg Wilhelm Steller, deutscher Naturforscher
- 1757: Johann Hinrich Klapmeyer, deutscher Orgelbauer
- 1763: Antoine-François Prévost, französischer Schriftsteller
- 1763: Friedrich Heinrich von Seckendorff, kaiserlicher Feldmarschall und Diplomat
- 1766: Ernestine Eleonore Reuß zu Ebersdorf, deutsche Pietistin, Mitglied der Herrnhuter Brüdergemeine
- 1767: Franz Christoph Anton von Hohenzollern-Sigmaringen, Domherr in Köln, Straßburg und Salzburg, kurkölnischer Premierminister
- 1769: Constantin Mavrocordat, Fürst der Walachei und Fürst von Moldau
- 1770: Felix Adam Joseph von Fugger-Glött, Domherr in Köln und Konstanz
- 1770: Adam Rudolf Solger, deutscher evangelischer Geistlicher und Bibliothekar
- 1774: Gottfried Bernhard Göz, mährischer Maler und Kupferstecher des Rokoko
- 1788: Georg Michael Frank von La Roche, deutscher Politiker, Kanzler in Kurtrier
- 1798: Carl Otto von Arnim, preußischer Landrat
- 1800: Leopold von Clary und Aldringen, böhmisch-österreichischer Verwaltungsjurist, Justizminister

### 19. Jahrhundert
- 1804: Giovanni Giornovichi, kroatisch-italienischer Violinvirtuose und Komponist
- 1807: Jean-François Reubell, französischer Politiker, Mitglied des Direktoriums
- 1814: Elbridge Gerry, US-amerikanischer Politiker, Unterzeichner der Unabhängigkeitserklärung, Gouverneur von Massachusetts, Vizepräsident
- 1823: José de Ezpeleta, spanischer Offizier und Kolonialverwalter, Vizekönig von Neugranada und Navarra
- 1829: Philipp von der Leyen, erster Fürst von der Leyen
- 1833: Jean-Baptiste Jourdan, Marschall von Frankreich
- 1835: Erwin Speckter, deutscher Maler
- 1840: Louis-Gabriel-Ambroise de Bonald, französischer Staatsmann und Philosoph
- 1853: Friedrich Schneider, deutscher Komponist und Organist, Herzoglich-Anhaltischer Hof-Kapellmeister
- 1856: Joseph von Hammer-Purgstall, österreichischer Diplomat und Übersetzer orientalischer Literatur
- 1859: James Ward, englischer Maler
- 1861: Wilhelm von Harnier, deutscher Afrikareisender
- 1862: Friedrich Wilhelm Heise, deutscher Verwaltungsjurist

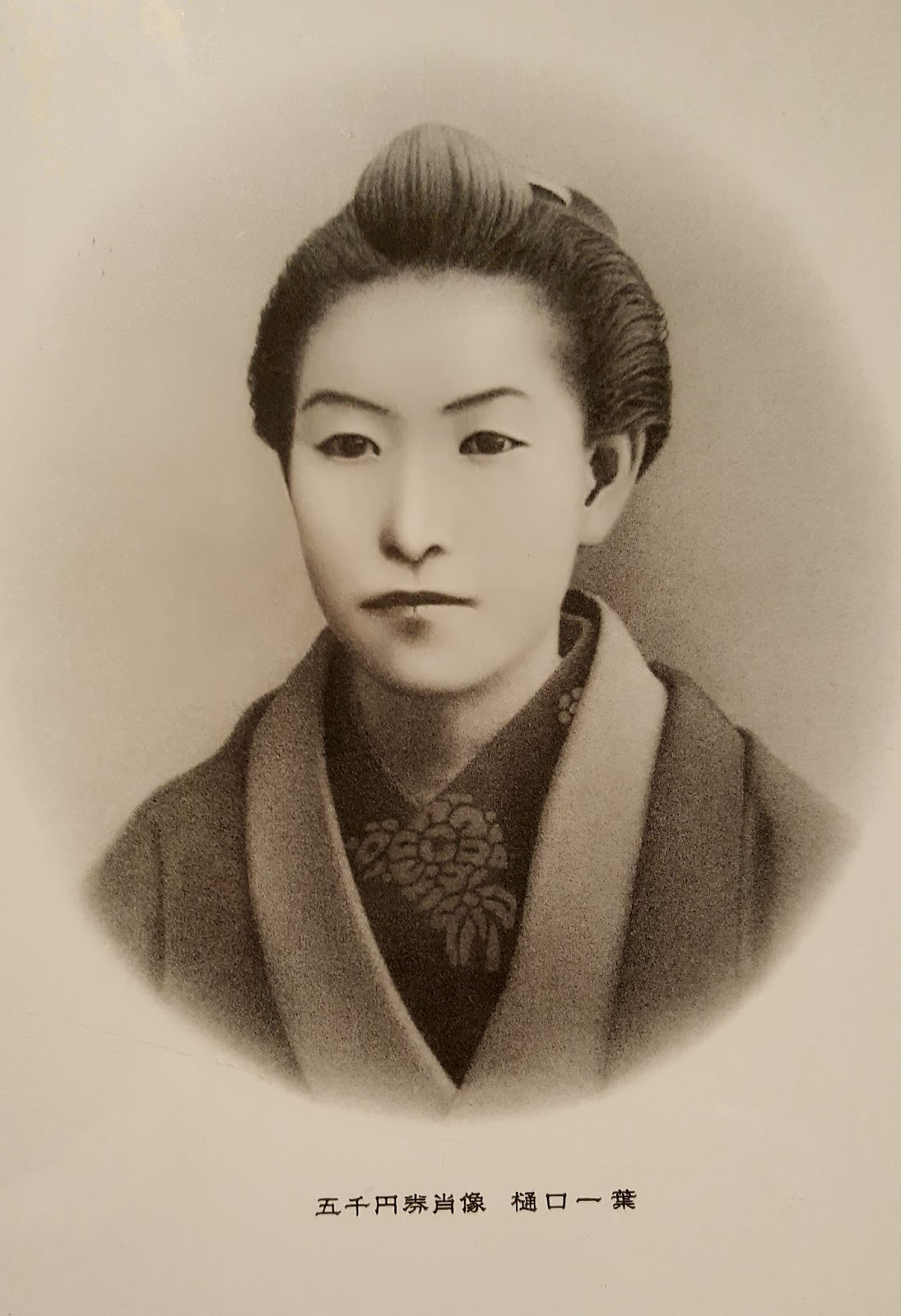
Higuchi Ichiyō († 1896)

- 1865: Josef Leopold Zvonař, tschechischer Komponist
- 1866: Paul Gavarni, französischer Lithograph
- 1866: Cave Johnson, US-amerikanischer Politiker, Mitglied des Repräsentantenhauses, Postminister
- 1871: José Mariano Melgarejo, Präsident von Bolivien
- 1876: Wilhelm Ludwig Deichmann, deutscher Bankier
- 1879: Maria Caroline Gibert de Lametz, Fürstin von Monaco
- 1880: Ernst Hampe, deutscher Apotheker und Bryologe
- 1881: Gustaw Zieliński, polnischer Schriftsteller
- 1883: Johann Gungl, ungarndeutscher Geiger, Komponist und Dirigent
- 1888ː Henriette Lustig, deutsche Unternehmerin, Begründerin des Wäschereigewerbes
- 1890: Kathinka Hedwig Agerskov, dänische Genremalerin
- 1890: Thomas Rhodes Armitage, britischer Mediziner
- 1890: Wilhelm III., König der Niederlande
- 1893: Mariana Grajales, kubanische Freiheitskämpferin
- 1896ː Higuchi Ichiyō, japanische Schriftstellerin der Meiji-Zeit

### 20. Jahrhundert

#### 1901–1950

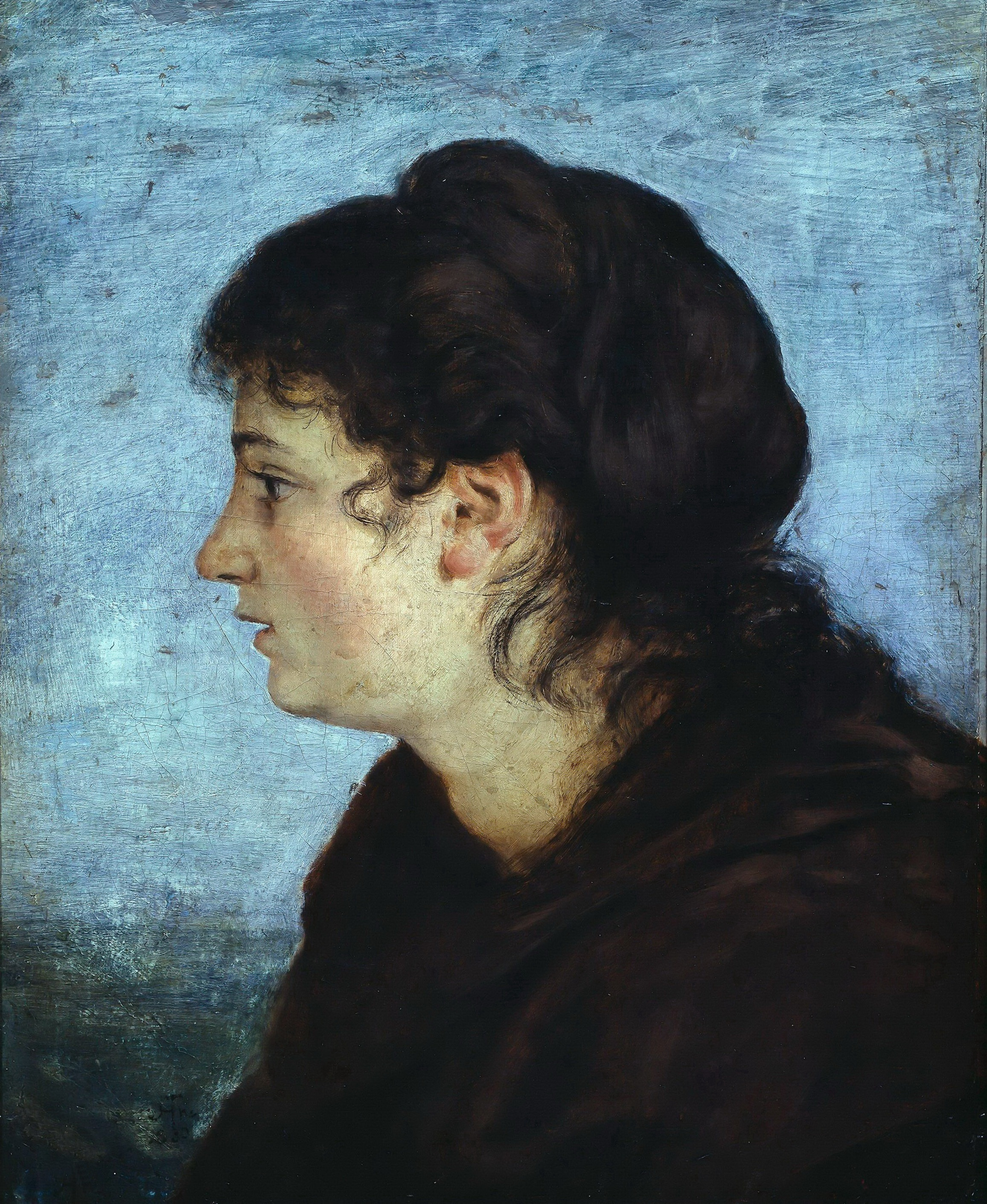
Cella Thoma († 1901)

- 1901ː Cella Thoma, deutsche Malerin
- 1910: Johan Alfred Andersson Ander, schwedischer Krimineller
- 1910: Hawley Crippen, US-amerikanischer Krimineller
- 1912: Edward Arber, englischer Gelehrter und Autor
- 1914: Katrine Harries, deutsch-südafrikanische Grafikerin und Illustratorin
- 1915: Johannes Trojan, deutscher Schriftsteller
- 1916: Eduard Naprawnik, tschechischer Dirigent und Komponist
- 1921: John Boyd Dunlop, irischer Tierarzt und Erfinder
- 1923: Julius Lassen, dänischer Jurist
- 1923: Urmuz, rumänischer Schriftsteller
- 1926: Heinrich Josef Maria Abel, katholischer Priester und Jesuit
- 1927: Miguel Pro, mexikanischer katholischer Priester und Märtyrer
- 1927: Stanisław Przybyszewski, polnischer Schriftsteller
- 1929: Arvid Kleven, norwegischer Komponist
- 1932: Ellen Aurora Elisabeth Morgenröte Ammann, schwedisch-deutsche Politikerin
- 1934: Ernst Steinmann, deutscher Kunsthistoriker
- 1936: Martha Koepp-Susemihl, deutsche Malerin
- 1937: Aloys Fischer, deutscher Pädagoge
- 1937: Nykanor Onazkyj, ukrainischer Maler, Dichter, Lehrer, Kunstkritiker, Gründer des Kunstmuseums in Sumy. Der Künstler wurde durch NKWD hingerichtet.
- 1938: Eduard Engel, deutscher Literaturhistoriker und Stilist
- 1938: Erik Werenskiold, norwegischer Maler und Zeichner
- 1941: Horace F. Graham, US-amerikanischer Politiker, Gouverneur von Vermont
- 1942: Rosa Stallbaumer, österreichische Widerstandskämpferin gegen den Nationalsozialismus
- 1943: Wilhelm von Arnim-Lützlow, deutscher Autor
- 1943: Bruno Satori-Neumann, deutscher Theaterwissenschaftler und Publizist
- 1943: Torolf Voss, norwegischer Komponist und Dirigent
- 1943ː Suzanne Esther Kahn, französisches Opfer des Holocaust
- 1943: Léon Zadoc-Kahn, französischer Mediziner; in Auschwitz ermordet
- 1944: Erna Wazinski, deutsche Rüstungsarbeiterin
- 1946: Johan Victor Dahlberg, niederländischer Komponist
- 1946: Arthur Garfield Dove, US-amerikanischer Maler
- 1946: Heinrich Triepel, deutscher Jurist, Völker- und Staatsrechtler
- 1948: Üzeyir Hacıbəyov, aserbaidschanischer Komponist
- 1948: Otto Hartwich, deutscher Theologe und Prediger
- 1949: Gustav Radbruch, deutscher Rechtsgelehrter und -politiker
- 1950: Schmuel Persow, sowjetisch-jiddischer Schriftsteller

#### 1951–1975
- 1953: Ivor Atkins, walisischer Organist, Chorleiter und Komponist
- 1954: Pavel Dědeček, tschechischer Dirigent und Musikpädagoge
- 1955: Elli Barczatis, deutsche Agentin, Chefsekretärin von Otto Grotewohl
- 1955: August Schmidt, deutscher General, Kriegsverbrecher
- 1956: Armin Berg, österreichischer Kabarettist
- 1956: Jean Alexandru Steriadi, rumänischer Maler und Grafiker
- 1957: William Wright Arnold, US-amerikanischer Jurist und Politiker, Mitglied des Repräsentantenhauses
- 1958: Ernst Aebersold, Schweizer Politiker, Nationalrat
- 1958: Jacob Bijster, niederländischer Organist und Komponist
- 1961: York Bowen, britischer Pianist und Komponist
- 1964: Jan Fabricius, niederländischer Dramatiker und Journalist
- 1965: Jochen Joachim Bartsch, deutscher Regisseur, Filmeditor und Drehbuchautor
- 1965: Elisabeth von Belgien, Königin der Belgier
- 1966: Seán Ó Ceallaigh, irischer Politiker, Staatspräsident
- 1969: Spade Cooley, US-amerikanischer Country-Musiker und Bandleader
- 1970: Jauhen Zikozki, belarussischer Komponist
- 1972: Juan Pulido, spanischer Sänger und Schauspieler
- 1973: Kiichi Aichi, japanischer Politiker, Minister
- 1973: José Alfredo Jiménez, mexikanischer Sänger und Komponist
- 1973: Hans Friedrich Micheelsen, deutscher Kirchenmusiker und Komponist
- 1973: Constance Talmadge, US-amerikanische Schauspielerin
- 1974: Ettore Desderi, italienischer Komponist
- 1974: Páll Ísólfsson, isländischer Komponist, Organist, Lehrer und Dirigent
- 1975: Arvo Askola, finnischer Leichtathlet, Olympiamedaillengewinner

#### 1976–2000

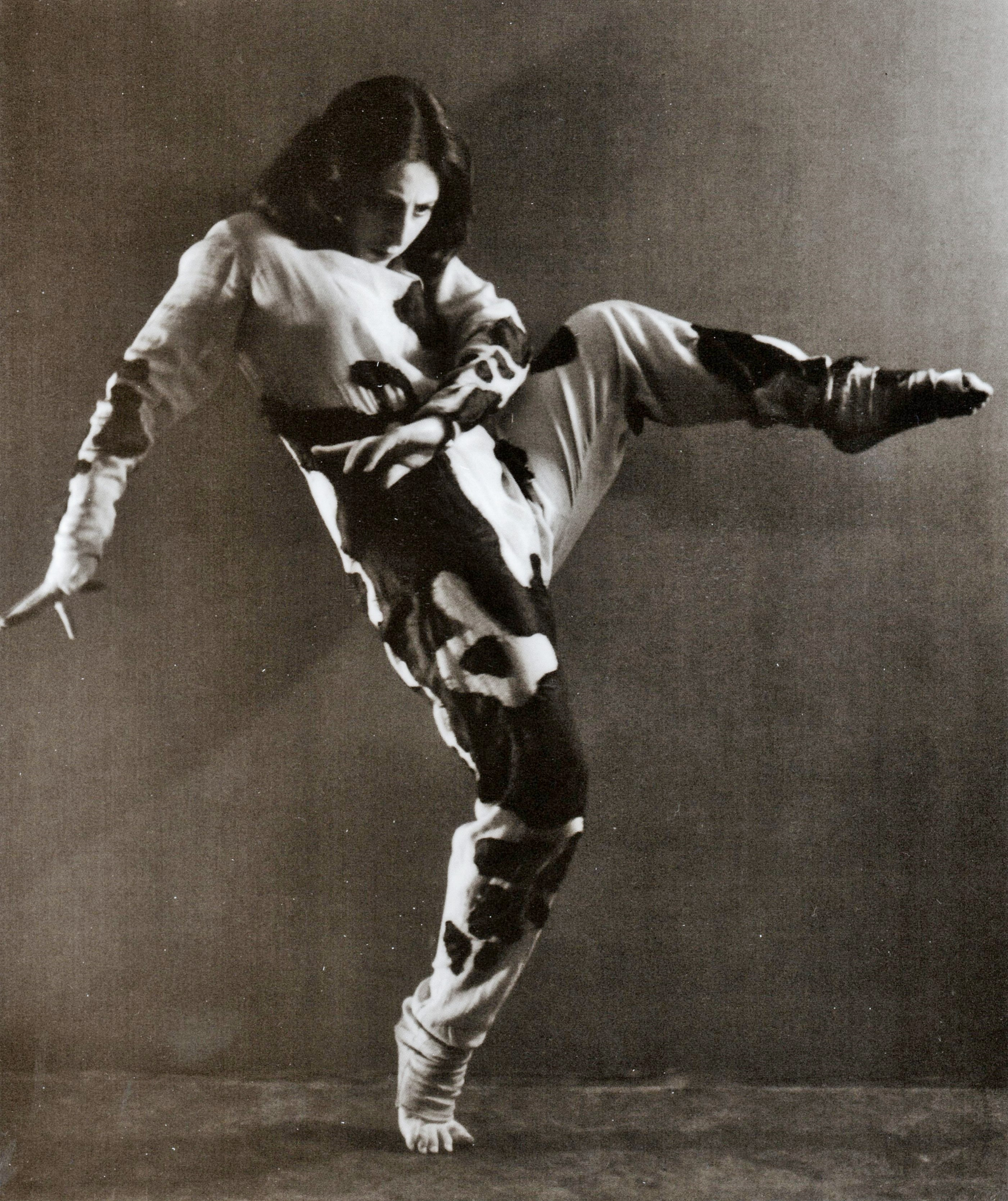
Gertrud Kraus († 1977)

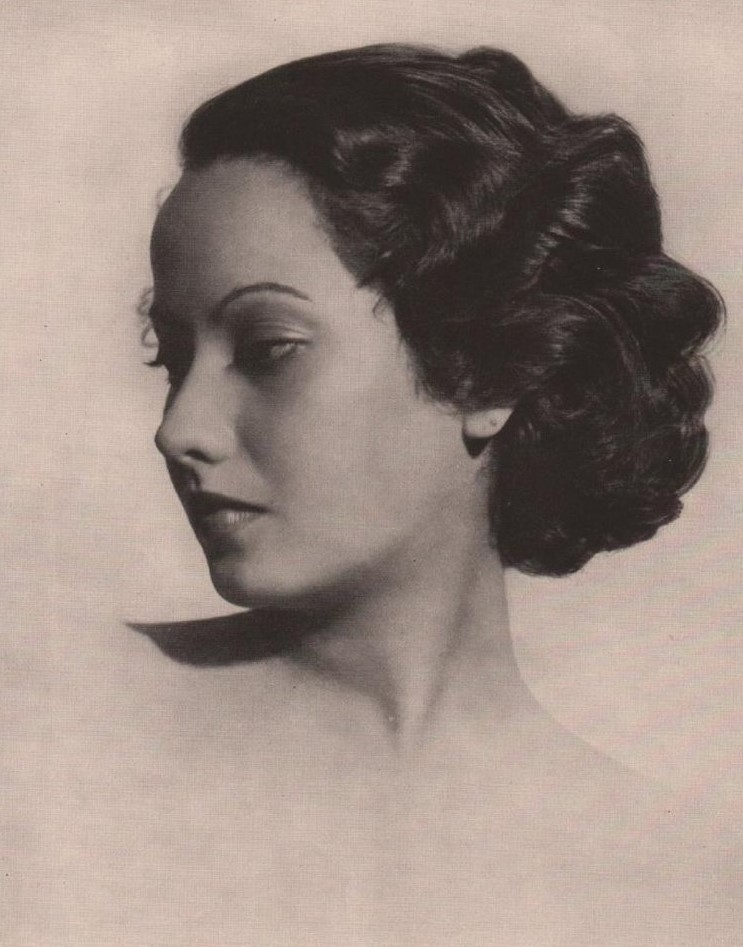
Merle Oberon († 1979)

- 1976: André Malraux, französischer Schriftsteller und Politiker
- 1977: Werner Lederle, deutscher Verwaltungsjurist, Rechtsanwalt und Kommunalpolitiker
- 1977ː Gertrud Kraus, österreichisch-israelische Ausdruckstänzerin, Choreografin und Tanzpädagogin
- 1978: El Hajj Muhammad El Anka, algerischer Sänger und Komponist
- 1978: Hanns Johst, deutscher Schriftsteller, Dramatiker, SS-General, Präsident der Reichsschrifttumskammer
- 1979: Merle Oberon, britische Schauspielerin
- 1980: Hans Sylvius Hermann Maria von Aulock, deutscher Bankier und Numismatiker
- 1981: Rudolf Jettel, österreichischer Komponist, Klarinettist und Hochschullehrer
- 1984: Tadashi Abe, japanischer Aikidō-Lehrer
- 1984: Paul Dahlke, deutscher Schauspieler
- 1984: Gerhard Hüsch, deutscher Opernsänger
- 1986: Yasuzo Masumura, japanischer Regisseur
- 1988: Wieland Herzfelde, deutsch-schweizerischer Schriftsteller und Verleger
- 1989: Renate Brockpähler, deutsche Volkskundlerin
- 1990: Roald Dahl, britischer Schriftsteller
- 1991: Hans Bausch, deutscher Rundfunkintendant

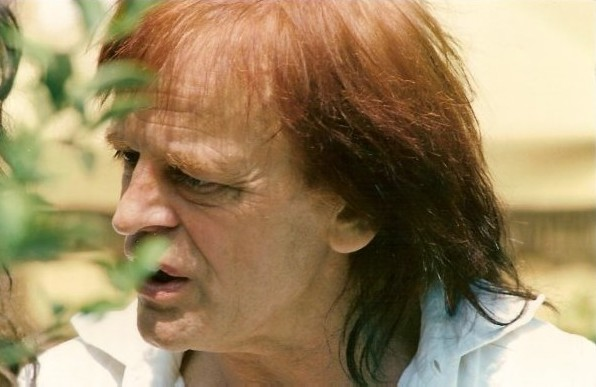
Klaus Kinski († 1991)

- 1991: Klaus Kinski, deutscher Schauspieler
- 1992: Roy Acuff, US-amerikanischer Country-Sänger und Musik-Verleger
- 1994: Tommy Boyce, US-amerikanischer Sänger und Songwriter
- 1994: Irwin Kostal, US-amerikanischer Komponist und Dirigent
- 1994: Alberto Natusch Busch, bolivianischer Militär und Politiker, Staatspräsident
- 1995: Jr. Walker, US-amerikanischer Tenorsaxophonist
- 1995: Louis Malle, französischer Filmregisseur
- 1995ː  Käthe Overath, deutsche Widerstandskämpferin, Gerechte unter den Völkern
- 1998: Ingeborg Feustel, deutsche Schriftstellerin
- 1999: Habib Bacha, libanesischer Geistlicher, Erzbischof von Beirut und Jbeil
- 1999: Ferdinand Strobel, Schweizer Jesuit und Kirchenhistoriker
- 2000: Bienvenido Fabián, dominikanischer Komponist, Pianist und Sänger
- 2000: Aljoscha Rompe, deutsch-schweizerischer Punkmusiker

### 21. Jahrhundert
- 2001: Gerhard Stoltenberg, deutscher Historiker und Politiker, MdL, MdB, mehrfacher Bundesminister, Ministerpräsident von Schleswig-Holstein
- 2002: Anthony Chiminello, italienischer Geistlicher, Apostolischer Vikar bzw. Bischof von Keetmanshoop
- 2002: Roberto Matta, chilenischer Maler
- 2002: Johannes Edmund Vecchi, argentinischer Geistlicher, Generaloberer des Ordens Salesianer Don Bosco
- 2004: Fred Vatter, deutscher Unternehmer
- 2005: Mike Austin, US-amerikanischer Golfspieler und -lehrer
- 2006: Betty Comden, US-amerikanische Songschreiberin, Drehbuchautorin und Schauspielerin
- 2006: Alexander Litwinenko, russischer Spion und Journalist
- 2006: Philippe Noiret, französischer Schauspieler
- 2007ː Patricia M. Byrne, US-amerikanische Diplomatin
- 2007: Wladimir Krjutschkow, sowjetischer Diplomat und Geheimdienstvorsitzender
- 2008: Richard Hickox, britischer Dirigent
- 2008: Erik Silvester, deutscher Schlagersänger, Komponist, Texter und Produzent
- 2009: Stelian Anghel, rumänischer Fußballspieler und Sportfunktionär
- 2012: José Luis Borau, spanischer Filmregisseur
- 2012: Larry Hagman, US-amerikanischer Schauspieler
- 2012: Nelson Prudêncio, brasilianischer Leichtathlet
- 2013: Walter Frosch, deutscher Fußballspieler
- 2013: Jay Leggett, US-amerikanischer Filmschaffender
- 2015: Douglass North, US-amerikanischer Ökonom, Nobelpreisträger
- 2015: Willie Royster, US-amerikanischer Baseballspieler
- 2018: Nicolas Roeg, britischer Filmregisseur
- 2020: Karl Dall, deutscher Entertainer
- 2020: David Dinkins, US-amerikanischer Politiker, Bürgermeister von New York City
- 2021: Chun Doo-hwan, südkoreanischer Politiker, Staatspräsident
- 2021: Ammante Jalmaani, philippinischer Schwimmer
- 2021: Bjørn Larsson, norwegischer Ringer
- 2021: Hans Rosendahl, schwedischer Schwimmer
- 2021: Anita Steube, deutsche Linguistin
- 2022: Enrique Rodríguez, spanischer Boxer
- 2022ː Ljudmila Wassiljewna Storoschkowa, sowjetische Sprinterin

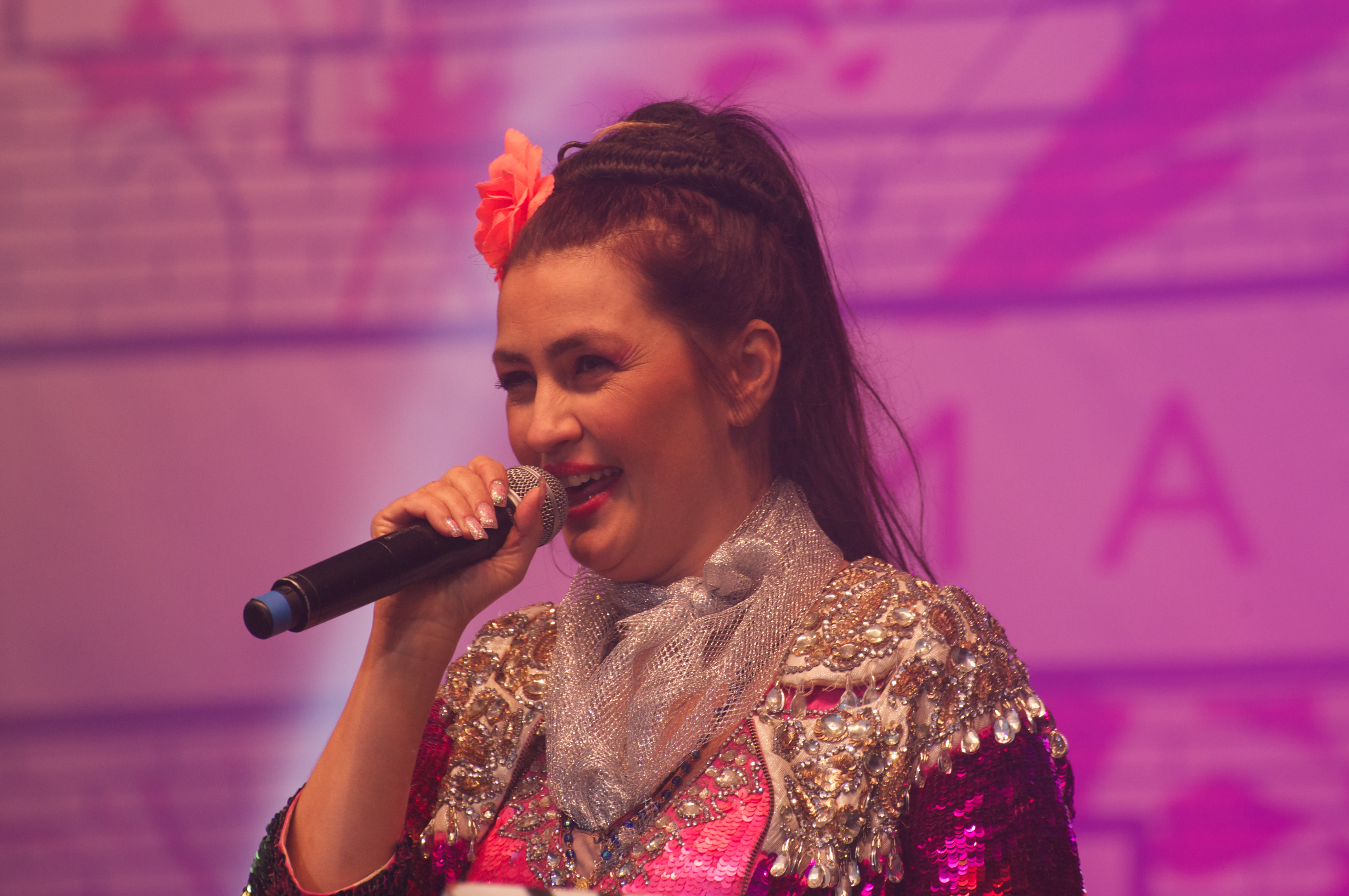
Rona Hartner († 2023)

- 2023ː Rona Hartner, rumänische Schauspielerin und Sängerin

## Feier- und Gedenktage
- Kirchliche Gedenktage
  - Hl. Clemens von Rom, Bischof und Schutzpatron (evangelisch, anglikanisch, römisch-katholisch)
  - Hl. Columban von Luxeuil, Klostergründer, Abt in Luxeuil und Bobbio, Glaubensbote in Alemannien (evangelisch, römisch-katholisch)
  - Sel. Miguel Pro, mexikanischer Ordensmann, Priester und Märtyrer (römisch-katholisch, evangelisch: ELCA)
- Gesetzliche Feiertage
  - Japan: Arbeitsdanktag

Weitere Einträge enthält die Liste von Gedenk- und Aktionstagen.